# Transition énergétique
La transition énergétique est à la fois l'évolution passée de la répartition des sources d'énergie consommées sur la planète (bois, hydroélectricité, charbon, pétrole, gaz naturel, nucléaire, etc.) et, pour l'avenir, l'objectif politique et technique d'une modification structurelle profonde des modes de production et de consommation de l'énergie. Elle est en général considérée comme l'un des volets de la transition écologique.
La possibilité de changer le niveau de consommation d'énergies et sa répartition entre différents modes résulte des évolutions techniques, des prix et de la disponibilité des ressources énergétiques, mais aussi d'une volonté des populations, des gouvernements, des entreprises, etc. qui souhaitent réduire les effets négatifs de ce secteur sur l'environnement.
Diverses institutions scientifiques, gouvernementales et ONG ont proposé des définitions et scénarios de transition énergétique. Les scénarios envisagés consistent souvent à passer du système énergétique actuel, reposant sur l'utilisation de ressources non renouvelables, vers un mix énergétique recourant principalement à des ressources renouvelables, voire s'appuyant sur une réduction de la consommation. Cela implique d'adopter des alternatives aux combustibles fossiles, ressources limitées et non renouvelables (aux échelles de temps humaines), et de les remplacer par des sources d'énergies renouvelables pour la quasi-totalité des activités humaines (transport, industrie, éclairage, chauffage, etc.).
En Europe occidentale, la majorité des scénarios prévoient aussi de réduire progressivement le recours aux combustibles nucléaires (matières radioactives telles que l'uranium et le plutonium). Une autre version de cette transition, majoritaire dans le reste du monde, encourage des énergies moins émettrices de gaz à effet de serre sans renoncer à l'énergie nucléaire, considérant que la lutte contre le changement climatique sur lequel alerte le Groupe d'experts intergouvernemental sur l'évolution du climat (GIEC) est une priorité.
La transition énergétique comprend aussi une réduction de la demande d'énergie, obtenue notamment au moyen d'une amélioration de la performance des bâtiments et des technologies (efficacité énergétique), et par un changement des modes de vie (sobriété énergétique). C'est donc aussi une transition comportementale et sociotechnique.

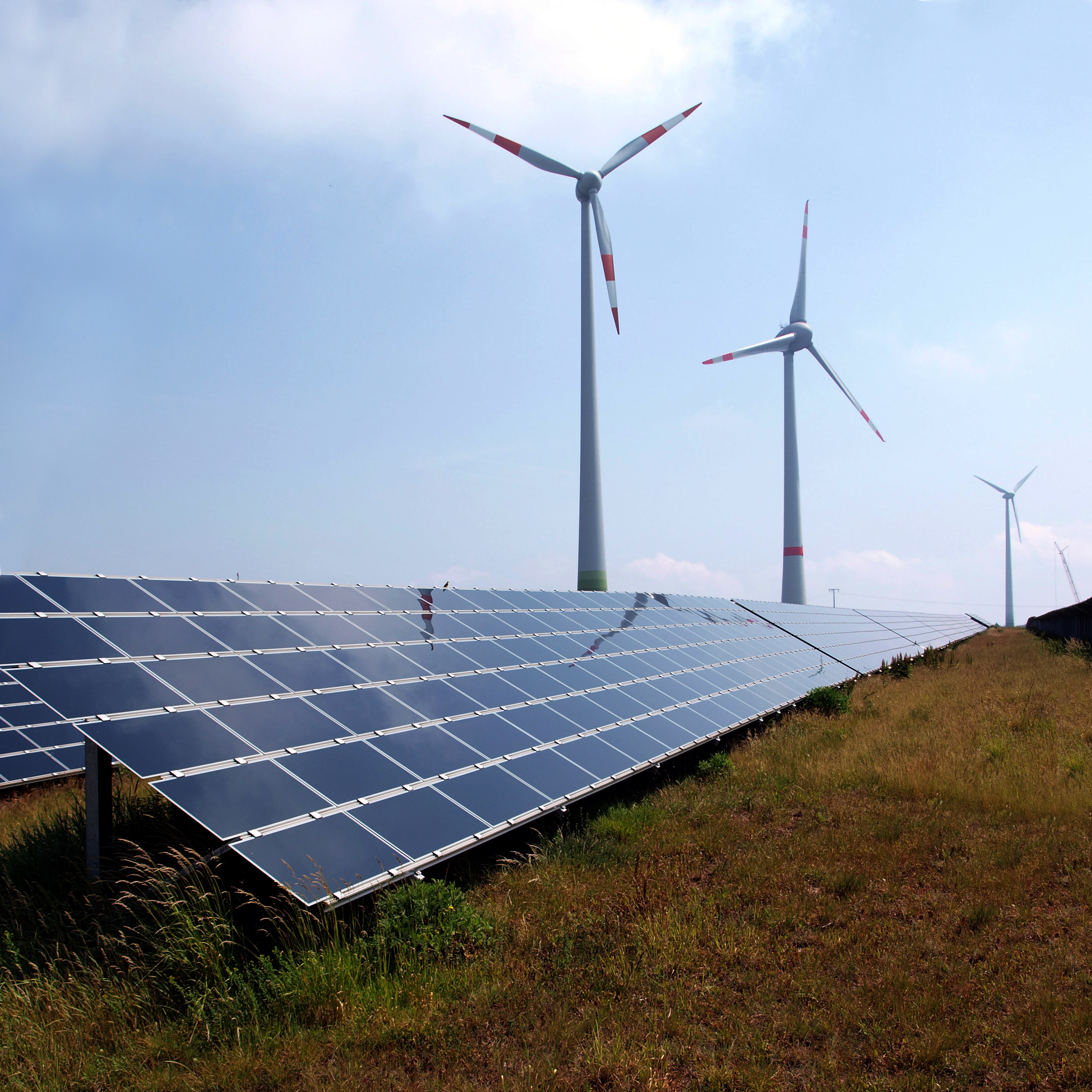
Le en Rhénanie-Palatinat (Allemagne). Au premier plan, des panneaux solaires, au centre une éolienne Enercon E-66 (1,5 MW), sur la droite un modèle E-126 (7,5 MW).

## Définition
Dans son utilisation la plus courante, « transition énergétique » désigne aujourd'hui le défi d'un changement complet dans le volume et les types d'énergies utilisées, dans l'objectif de décarboner le plus rapidement possible l'économie.

## Histoire du concept
La notion de transition énergétique apparaît aux États-Unis dans les années 1970, au sein des milieux atomistes soucieux de promouvoir le développement nucléaire dans un contexte de crise du pétrole. La notion renvoie aujourd'hui principalement au défi d'une diminution drastique de la consommation énergétique, d'une sobriété en carbone et en énergie, afin de diminuer les émissions de gaz à effet de serre, pour limiter l'ampleur du changement climatique.
En 2014, Jean-Baptiste Fressoz affirme que « le terme de « transition énergétique » est apparu au milieu des années 1970 pour conjurer les inquiétudes liées à la « crise énergétique », cette dernière expression étant alors dominante. Dire « transition » plutôt que « crise » rendait le futur beaucoup moins anxiogène en l’arrimant à une rationalité planificatrice et gestionnaire » [source insuffisante]. Il indique qu'il « a été popularisé dans ce contexte par de puissantes institutions : le Bureau de la planification énergétique américain, la commission trilatérale, la CEE et divers lobbys industriels », en particulier sous la présidence de Jimmy Carter, dans un contexte de développement de la liquéfaction du charbon. Mais pour Fressoz, la transition énergétique n'a pas lieu, étant donné que les formes de sources énergétiques consommées s'additionnent au lieu de se remplacer et qu'« on n’a toujours pas passé le pic du charbon ni celui du pétrole ».
Selon Cécile Maisonneuve, dans sa contribution pour le rapport RAMSES 2016 de l'Institut français des relations internationales, « L’histoire énergétique est celle de transitions successives – bois et vent, puis charbon et pétrole, puis pétrole et électricité… – selon un phénomène cumulatif : il est rare qu’une source d’énergie sorte totalement du bouquet énergétique. C’est ainsi que, fondée à 70 % sur le bois en 1870, la consommation énergétique américaine était dominée par le charbon à 70 % en 1900, puis à 70 % par le pétrole et le gaz en 1960 ».
En 2012, l'ingénieur Jean-Marc Jancovici estime que « depuis quelques années, le terme de « transition énergétique » est de plus en plus fréquemment employé en Europe, essentiellement en conséquence des négociations climat qui sont devenues une affaire importante dans les années 2000. Par la suite, un nombre grandissant de personnes l’ont également employé :
- pour désigner la baisse à venir de l’approvisionnement en pétrole puis en gaz ;
- pour désigner le remplacement souhaité d’une partie du nucléaire par « autre chose » (objectif qui est soit neutre soit antagoniste avec la lutte contre le changement climatique)[9] ».

Selon le militant antinucléaire allemand Henrik Paulitz, le concept inclut également la démocratisation de l'approvisionnement en énergie. Dans le modèle énergétique traditionnel, le marché est contrôlé par quelques grands groupes disposant de vastes centrales, aboutissant ainsi à une situation d'oligopole discutable sur le plan politique et concurrentiel. Les systèmes fondés sur les énergies renouvelables, au contraire, peuvent en général être déployés de manière décentralisée. À travers des modèles participatifs tels que les parcs éoliens et les parcs solaires citoyens, les habitants peuvent être directement impliqués dans la production d'énergie.
Certains auteurs comme Tim Jackson pensent que la transition ne viendra pas des États, ou que les communautés locales doivent prendre leurs responsabilités et évoluer vers des « Communautés locales bas-carbone » comme à Cheltenham,. Les installations photovoltaïques et d'autres alternatives peuvent impliquer des citoyens et des particuliers ainsi que des collectivités (ex. : bâtiments municipaux, de l’État, d'entreprises publiques, etc.) plus facilement que dans le modèle conventionnel qui profite généralement plutôt aux actionnaires. La décentralisation des énergies (renouvelables) peut aussi valoriser des régions et l'espace rural, tout en améliorant la balance commerciale par une diminution des importations d'énergies. Ces énergies jouent un rôle croissant dans les stratégies énergétiques communales et leur développement est soutenu par les collectivités locales, notamment via les schémas régionaux climat air énergie et les plans climat en France.
La transition peut s'étendre sur plusieurs niveaux qui intègrent les dimensions économique, écologique, financière, sociétale et spirituelle et dont les outils se diffusent et se structurent notamment sur internet.

## Enjeux

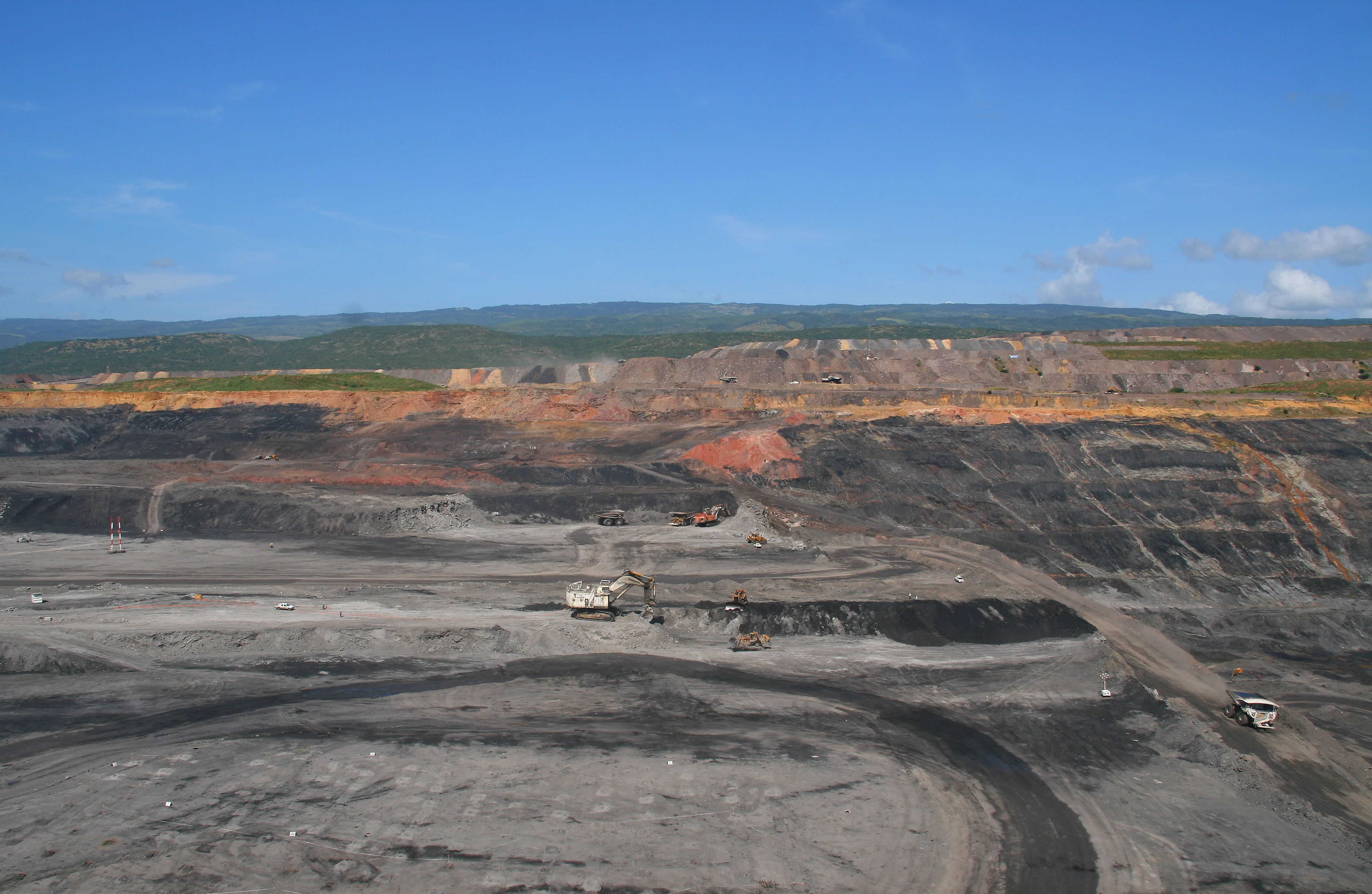
Extraction de houille dans la mine de charbon de Cerrejón, en Colombie.

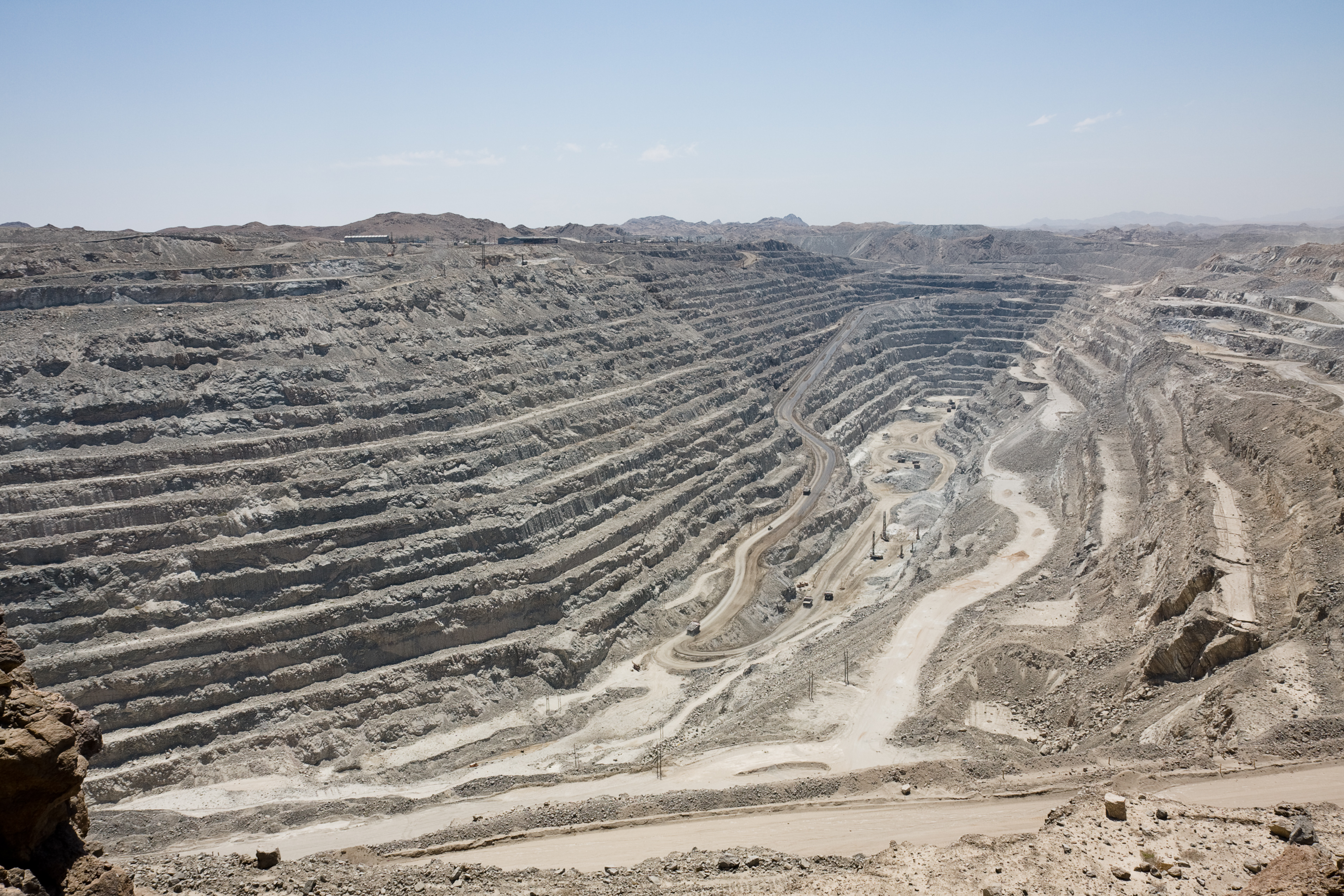
La mine d'uranium de Rössing en Namibie, une des plus grandes au monde.

D'autres enjeux ont pu être liés à ce concept, entre autres passer à un système énergétique plus sûr en termes géostratégique et de risque industriel/nucléaire, d'évoluer vers un système énergétique moins centralisé, et à différentes échelles spatiales d’aménagement : architecturale, urbaine et paysagère. Ils impliquent aussi une évolution vers une moindre consommation d'énergie (efficacité, efficience énergétique), ce qui devrait aussi diminuer les tensions géopolitiques induites par les inégalités d'accès à l'énergie et par une moindre disponibilité des énergies par personne, en tendant à l'indépendance énergétique pour tous. Cela permet par ailleurs d'assurer des emplois plus locaux, mieux répartis et moins délocalisables (dans le cas du scénario négaWatt par exemple).
Il s'agit donc notamment de passer d'énergies dites « carbonées » (pétrole, gaz naturel, charbon), polluantes (incinération) à des énergies plus propres et plus sûres, telles que l'énergie solaire (thermique ou photovoltaïque), éolienne, hydraulique, géothermique et marémotrice ; la biomasse est souvent aussi intégrée au mix énergétique proposé. Certains acteurs privilégient par ailleurs les modes de production et de distribution décentralisables.
Cela peut prendre la forme d'une mise à jour technologique des installations, par le « repowering » » (remplacement total ou partiel d'une installation pour la rendre plus performante), la rétro-ingénierie (remplacement de composants anciens, par exemple de turbines d'éoliennes, sans changer les caractéristiques de l'engin), ou la réingénierie (remplacement de composants obsolètes, en changeant les caractéristiques techniques de l'installation, en augmentant sa puissance en général). Aux États-Unis, l'EPA a lancé le projet RE-Powering America's Land visant par exemple l'installation de fermes solaires ou éoliennes sur des « terres marginales », des friches polluées ou d'anciens sites miniers,.
Ce processus d'évolution (Jeremy Rifkin parle même de « révolution ») tend à combiner la transition énergétique et une révolution du système de l'information, source grâce à l'Internet d'une « troisième révolution industrielle » qui permettrait enfin d'exploiter une ressource diffuse constituée d'une part d'énergies renouvelables, et d'autre part du potentiel d'économie d'énergie. Ce caractère « diffus » n'est plus considéré comme « une faiblesse mais au contraire une force : mieux réparti que toute autre ressource minérale ou fossile, il ne suscitera jamais de conflit géopolitique et autorise même un partage local de la richesse issue de la valorisation du potentiel énergétique de chaque territoire ».
Les mesures individuelles demandent du temps et sont limitées. Cette transition combine donc les économies d'énergie à l'efficacité énergétique dans les territoires et les villes (villes en transition) et à grande échelle, notamment en reconfigurant les réseaux urbains de chaleur aux smart grids (ex. : des compteurs électriques intelligents permettent de décaler certaines consommations à une heure où l'électricité est plus disponible et moins chère, et l'énergie est produite plus localement). À de vastes échelles, des projets non décentralisée tels que Desertec visent à étendre massivement, en Europe du Sud, en Afrique du Nord et au Proche-Orient, une production d'électricité obtenue à partir de la chaleur solaire. Un réseau de transport d'électricité interconnecté et « intelligent » compenserait en grande partie le caractère localement erratique des énergies éolienne et solaire, grâce à des ajustements permis par le surplus produits ailleurs et quelques moyens de stockage tampon. La rentabilité et la faisabilité de tels projets sont étudiées.

## Critique du concept
L'historien des sciences Jean-Baptiste Fressoz affirme que la notion de transition énergétique passée est un mythe, et que les sociétés humaines n'ont pas remplacé leurs anciennes sources d'énergie primaire par de nouvelles, mais qu'elles les ont additionnées au fur et à mesure. Selon lui, la seule transition est celle de l'importance relative des formes d'énergie : « on ne passe pas du bois au charbon, puis du charbon au pétrole, puis du pétrole au nucléaire. (...) L’erreur de perspective tient à la confusion entre relatif et absolu, entre local et global : si, au XXe siècle, l’usage du charbon décroît relativement au pétrole, il reste que sa consommation croît continûment, et que globalement, on n’en a jamais autant brûlé qu’en 2013 ». Selon Fressoz, il faudrait ainsi parler d'« additions énergétiques » au lieu de « transition énergétique ». Cela d'autant plus que « les sources d’énergies entrent en symbiose autant qu’en concurrence » ; ainsi du développement du charbon au XIXe siècle, qui accroît la consommation de bois, utile à son extraction, tout comme le pétrole stimule l’extraction de la houille, indispensable pour bâtir le nouveau réseau technique : tankers, pipelines, raffineries, automobiles et donc sidérurgie, routes et donc ciment (faisant du pétrole un « allié » du charbon). Dans son livre, Fressoz explique que, plus qu'une histoire de résistance ou d'addition, il s'agit d'une histoire d'« intrication et [d'] expansion symbiotique de toutes les énergies » où les flux d'énergie, mais aussi de matière sont à prendre en compte.
Selon Fressoz, les descriptions historiques de « transitions énergétiques » et la perception « phasiste » de l'histoire de l'énergie — aussi désignée par l'anglicisme ageofism, —, qui voit par exemple le charbon du XIXe siècle suivi par le pétrole du XXe siècle, ne viennent pas d'historiens qui s'intéressent au passé mais du milieu de la prospective énergétique, qui cherche à décrire le futur. Ce milieu serait très influencé, notamment par celui de la recherche nucléaire, dont la Commission de l'énergie atomique des États-Unis, et par des entreprises d'énergies fossiles comme ExxonMobil.

## Situation mondiale
Le rapport annuel 2023 de l'Agence internationale de l'énergie (AIE) met en évidence un bond des investissements dans les énergies renouvelables, au niveau mondial. Les investissements dans l'énergie solaire (382 milliards de dollars) devraient dépasser en 2023, pour la première fois, ceux dans le pétrole (371 milliards). Le total des sommes allouées aux technologies décarbonées devrait atteindre 1.700 milliards de dollars, quand les énergies fossiles reçevront environ 1.000 milliards. Mais l"exploration et l'exploitation pétrogazières devraient attirer des investissements en hausse de 7 % : plus de 500 milliards de dollars, rattrapant le niveau d'avant la crise du Covid, et les investissements dans le charbon devraient augmenter de 10 %.
Une étude publiée en septembre 2023 par le think tank européen Strategic Perspectives souligne le leadership technologique de la Chine dans les industries concourant à la transition énergétique : elle a investi en 2022 près de 540 milliards de dollars dans les technologies écologiques, contre 180 milliards pour l'Europe et 145 milliards pour les États-Unis. Elle est largement dominante dans la production de panneaux solaires et de batteries pour véhicules électriques : 55 % des nouvelles capacités de production d'énergies renouvelables installées sur la planète en 2023 l'ont été en Chine, plus de la moitié des véhicules 100 % électriques du monde roulent en Chine, 60 % de la fabrication de technologies vertes sont faites dans des usines chinoises et le pays produit les trois quarts des panneaux solaires. L'Europe est certes en tête en matière de rythme de décarbonation de son économie, avec une part de 22 % d'électricité verte dans son mix énergétique, contre 15 % aux États-Unis et 14 % en Chine, mais elle reste loin derrière la Chine et les États-Unis en matière d'innovation et de production : une large majorité des technologies décarbonées déployées sont importées de Chine, en particulier dans les batteries électriques et les installations solaires.
Le rapport annuel 2022 du réseau international des énergies renouvelables REN21 conclut que « la transition énergétique n’a pas lieu ». « Le système énergétique continue d’être largement dominé par les énergies fossiles, à des niveaux quasi similaires à ce qu’ils étaient il y a une dizaine d’années », malgré la hausse inédite des capacités de production de l’éolien et du solaire. Ainsi, la croissance de la demande en énergie (+ 4 % en 2021), notamment dans les pays émergents en Afrique et en Asie, et une grande partie de ces besoins a été comblée par un recours accru au charbon et au gaz naturel. Les émissions globales de dioxyde de carbone (CO2), dont les trois quarts sont liées au secteur de l’énergie, se sont ainsi accrues de 6 %.
Dans son rapport de 2019 sur les investissements dans l'énergie, l'AIE conclut : « On ne trouve dans les données guère de signes d'une réallocation majeure des investissements en ligne avec l'accord de Paris sur le climat. Bien que les coûts baissent dans certaines régions, l'activité dans l'approvisionnement bas carbone stagne, en partie du fait d'une volonté politique insuffisante ; la part de l'investissement bas carbone stagne, notamment en raison de politiques insuffisantes visant les risques persistants. Dans le scénario de développement durable, la part de l'investissement bas carbone passe à 65 % en 2030, mais progresser depuis la part actuelle de 35 % exigerait un changement radical de politique, de nouvelles solutions de financement [...] et des progrès techniques plus rapides, en plus de dépenses constantes dans les réseaux électriques. »
En 2019, dans son premier rapport sur le nucléaire en près de vingt ans, l'Agence internationale de l'énergie s'inquiète de l'avenir incertain des centrales nucléaires dans les pays développés, qui pourraient perdre 25 % de leur capacité nucléaire avant à 2025 et plus des deux tiers avant 2040, notamment en Europe et aux États-Unis. Cette perte pourrait se traduire par le rejet de quatre milliards de tonnes de CO2 additionnelles dans l'atmosphère du fait de l'utilisation, en remplacement, de moyens de production plus émetteurs en dioxyde de carbone et freiner la transition écologique. Le rapport indique que la prolongation de la durée de vie des centrales nucléaires existantes nécessite des investissements importants : entre cinq cents millions et un milliard de dollars pour prolonger de dix ans une capacité de production d'un gigawatt ; mais ce coût reste concurrentiel par rapport aux autres technologies de production d'électricité, y compris le solaire et l'éolien, et tendrait à favoriser une transition énergétique plus sûre et moins perturbante. Le rapport conclut : « sans investissements dans le nucléaire, la réalisation d'un système énergétique durable sera beaucoup plus difficile [...] compenser une diminution du nucléaire par une augmentation des renouvelables coûterait plus cher. »
Un rapport publié le 2 décembre 2020 par le Programme des Nations unies pour l'environnement (PNUE) révèle que les projets en cours d'extraction de combustibles conduiraient à une augmentation de 2 % par an de leur production alors qu'il faudrait la réduire de 6 % par an entre 2020 et 2030 pour espérer atteindre l'objectif fixé par l'Accord de Paris sur le climat de ne pas dépasser 1,5 °C de réchauffement à la fin du siècle. Les États du G20 ont mobilisé 233 milliards de dollars d'aides publiques en faveur des activités dépendantes des ressources fossiles contre 146 milliards pour celles qui préservent le climat et l'environnement ; aux États-Unis, sur les 100 milliards de dollars d'aides publiques identifiés par le rapport, environ les deux-tiers ont été accordés aux secteurs dépendants du charbon, du pétrole et du gaz, le reste revenant aux énergies et aux activités vertes. Les proportions sont inverses en Chine, en Allemagne et en France.
L'année 2020 a été une année record pour les investissements dans les technologies de la transition énergétique, tandis que ceux consacrés à l'exploration et la production d'hydrocarbures ont touché un point bas en dix ans (380 milliards $, en baisse de 30 % selon le cabinet Rystad Energy) : selon Bloomberg New Energy Finance (BNEF), 501 milliards $ ont été engagés en 2020 dans les énergies renouvelables, le transport électrique, la chaleur électrique, le stockage d'énergie, l'hydrogène et la capture et le stockage du carbone, soit 9 % de plus qu'en 2019, dont 304 milliards $ pour les énergies renouvelables (hors hydraulique), en progression de 2 %. En Europe, les investissements ont progressé de 67 % à 166 milliards $ en 2020, année record pour la vente de véhicules électriques et pour les investissements dans les énergies renouvelables. La capture et le stockage du CO2 ont bénéficié d'investissements massifs et inédits (+212 %).
Le Forum économique mondial (FEM) publie en avril 2021 un rapport qui classe les 115 pays étudiés selon leur indice de transition énergétique (ETI) : seuls 13 de ces pays avancent à un rythme satisfaisant pour se décarboner. Les trois premières places reviennent aux pays nordiques : Suède, Norvège et Danemark. La réduction de l'intensité carbone de leur bouquet énergétique y est la plus forte et la plus rapide, grâce à un engagement politique indéfectible pour atteindre un prix de la tonne de CO2 pertinent et à des investissements massifs dans la décarbonation. Seuls trois pays du G20 figurent dans les 20 premières places du classement : le Royaume-Uni (7e), la France (9e) et l'Allemagne (18e). Les États-Unis sont au 24e rang, l'Italie au 27e, le Japon au 36e ; la Chine (68e) et l'Inde (87e) ont fait de gros progrès, mais le charbon continue de peser lourdement dans leur bouquet énergétique alors qu'ils représentent à eux seuls le tiers de la demande mondiale d'énergie. Pékin bénéficie surtout de la réduction de l'intensité énergétique de son économie, et New-Delhi d'avoir mieux ciblé ses subventions et donné un environnement réglementaire plus propice à la transition énergétique.
Le rapport de l'Agence internationale de l'énergie sur « l'électricité nucléaire et les transitions énergétiques sûres », publié en juin 2022, prévoit un doublement de la puissance installée des centrales nucléaires, de 413 GW en 2022 à 812 GW en 2050, dans son scénario NZE (neutralité carbone). Il estime que « le nucléaire est bien placé pour contribuer à décarboner la production d'électricité », que « la prolongation de la durée d'exploitation des centrales est indispensable pour aboutir à moindre coût à la neutralité carbone en 2050 », que « moins de nucléaire rendrait les objectifs de neutralité carbone plus difficiles et plus coûteux ».
Sur l'année 2022, les États et les entreprises ont investi 1 000 milliards de dollars pour la transition énergétique, un montant similaire à celui investi pour les énergies fossiles. Plus précisément, 500 milliards ont permis de financer les énergies renouvelables, 466 milliards l'électrification des transports et le reste dans diverses technologies décarbonées.
Le 2 décembre 2023, dans le cadre de la COP 28, une vingtaine de pays dont la France, les États-Unis et les Émirats arabes unis appellent à tripler la production d’énergie nucléaire dans le monde avant à 2050, par rapport à 2020, afin de réduire la dépendance aux énergies fossiles. Parmi les signataires figurent encore la Belgique, la Bulgarie, le Canada, la Finlande, le Ghana, la Hongrie, le Japon, la Corée du Sud, la Moldavie, la Mongolie, le Maroc, les Pays-Bas, la Pologne, la Roumanie, la Slovaquie, la Slovénie, la Suède, l'Ukraine, la République tchèque et le Royaume-Uni. Le document « invite [notamment] les actionnaires de la Banque mondiale, des institutions financières internationales et des banques régionales de développement à encourager l'intégration de l'énergie nucléaire dans la politique de prêt de leurs organisations ».

## Situation par pays

### Allemagne

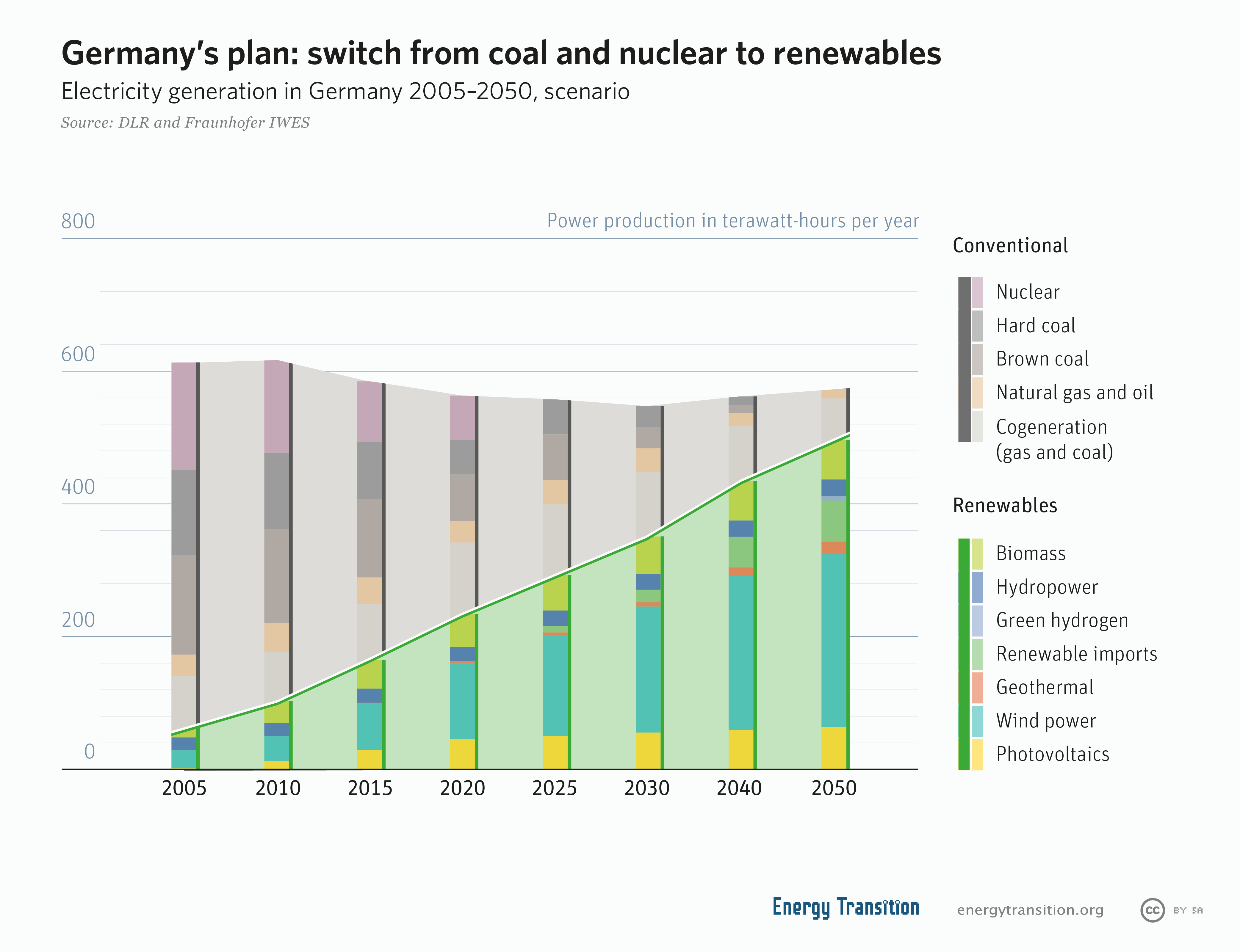
« La stratégie allemande : passer du charbon et du nucléaire aux renouvelables. »

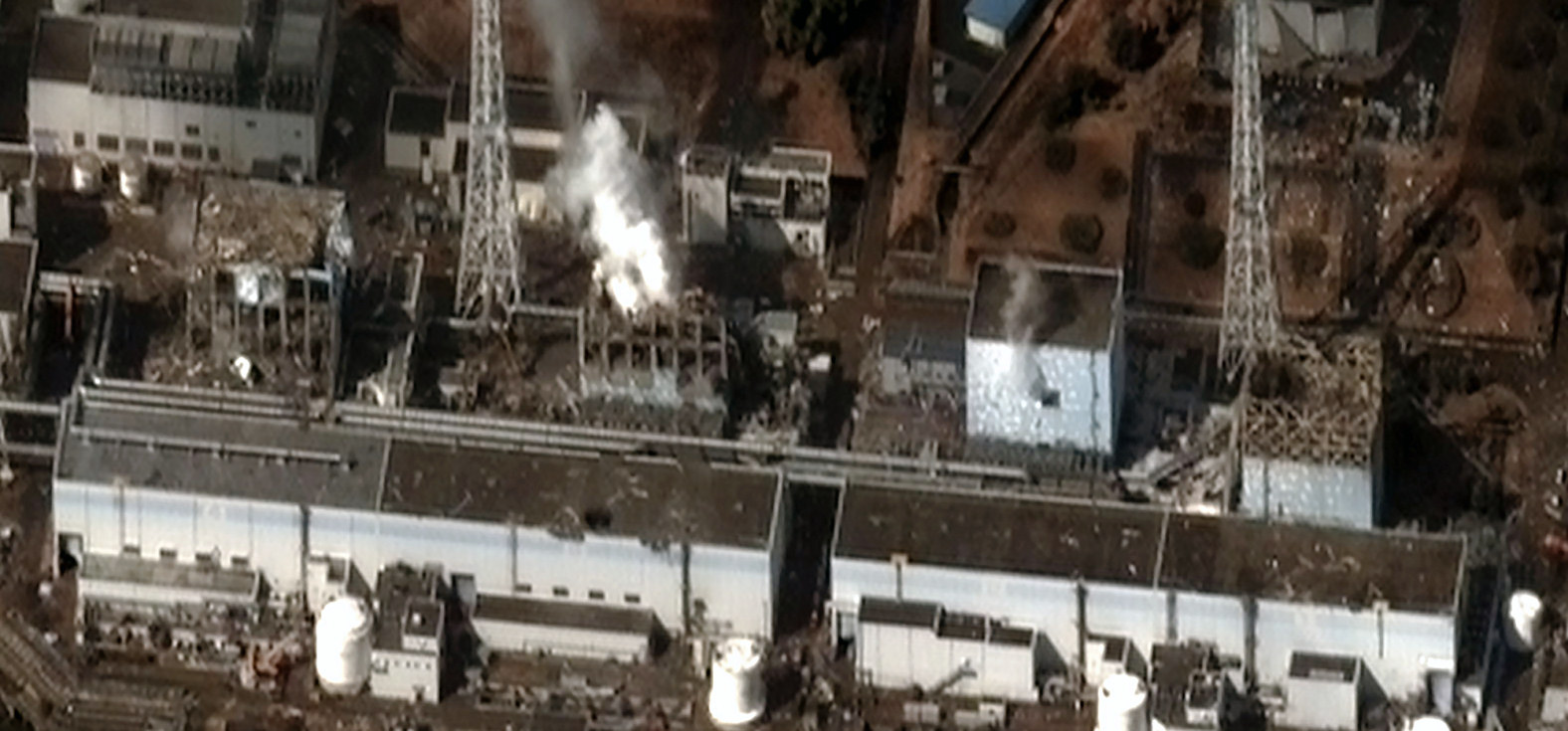
La centrale détruite de Fukushima Daiichi. Après celle de Tchernobyl, la catastrophe de Fukushima a été l'un des déclencheurs de la seconde sortie du nucléaire en Allemagne.

Le 14 juin 2000, le gouvernement fédéral obtient un « consensus nucléaire » avec les entreprises électriques sur une sortie progressive du nucléaire. En juin 2001, le chancelier Gerhard Schröder signe avec les producteurs d'électricité le contrat précisant ce programme. Le parlement allemand adopte en avril 2002 ce premier plan de sortie progressive du nucléaire.
La loi sur les énergies renouvelables du 25 octobre 2008 fixe un objectif de 30 % d'énergie renouvelable en 2020 dans la production d'électricité.
En automne 2010, le cabinet Merkel II prend la décision de maintenir les 17 réacteurs allemands pour une durée allant de huit ans pour une partie d'entre eux, jusqu'à quatorze ans pour les autres. En 2010, dans leur étude de potentiel « Énergies renouvelables 2020 - Atlas des possibilités en Allemagne », l'Agence des énergies renouvelables (AEE) et la Fédération pour les énergies renouvelables (BEE) estiment qu'il est possible d'atteindre avant 2020 une part de 28 %, tout en maintenant une utilisation raisonnable de l'espace. Il serait possible de couvrir les besoins à hauteur de 47 % pour l'électricité, 25 % pour le chauffage et 22 % pour les transports.
En mars 2011 survient l'accident nucléaire de Fukushima, au Japon. Le 11 mars 2011, après un violent tremblement de terre et un tsunami, les systèmes de refroidissement de sept piscines de désactivation et de trois réacteurs nucléaires tombent en panne, entraînant ainsi plusieurs explosions et incendies, ainsi que la fusion du cœur des trois réacteurs et le rejet de quantités importantes de substances radioactives dans l'environnement[réf. souhaitée].
Peu après l'accident, le gouvernement fédéral allemand décide d'imposer un moratoire sur le nucléaire d'une durée de trois mois et annonce son intention de revenir en partie sur l'allongement de la durée de vie des centrales, décidé six mois plus tôt, et de fermer définitivement les réacteurs les plus anciens, comme cela avait été convenu dans le consensus de l'été 2000. Enfin, au cours de l'été 2011, le Bundestag vote à nouveau la sortie du nucléaire.
Le 6 juin 2011, le cabinet Merkel II décide la fermeture de huit centrales et une sortie progressive du nucléaire jusqu'en 2022,.
Le 30 juin 2011, au cours d'un vote par scrutin public, le Bundestag adopte à une large majorité (513 voix) la « 13e loi portant modification de la législation relative au nucléaire », qui encadre l'arrêt de l'utilisation de l'énergie nucléaire et l'accélération de la transition énergétique.
Plus concrètement, cette loi se traduit par l'expiration des autorisations de fonctionnement pour huit des 17 centrales allemandes, et par un arrêt échelonné dans le temps des neuf restantes.
Les producteurs d'énergie électrique autrichiens annoncent alors qu'ils ont prévu des capacités de production supplémentaires pour aider l'Allemagne en cas de besoin, dans l'éventualité d'une pénurie d'électricité durant l'hiver. La Russie propose également d'aider l'Allemagne à partir de 2016 en cas de pénurie, à l'aide d'électricité issue du nucléaire et transitant par la Pologne. L'Allemagne reste cependant exportatrice net d'électricité lors du pic de consommation provoqué par la vague de froid de l'hiver 2012. Elle exporte en moyenne 150 à 170 GWh par jour, ce qui équivaut à la production de cinq à six gros réacteurs nucléaires. L'effet stabilisateur de la production d'électricité issue des énergies renouvelables est alors publiquement reconnu par les dirigeants des réseaux de distribution,.
En janvier 2012, plus de 30 chercheurs de premier plan dans le domaine de l'énergie signent une lettre ouverte dans laquelle ils mettent en garde les dirigeants et représentants du pays contre la possibilité d'un échec de la transition énergétique en Allemagne. Dans cette lettre, adressée à la chancelière Angela Merkel, au ministre de l'économie Philipp Rösler, à l'ex-ministre de l'environnement Norbert Röttgen ainsi qu'aux membres des commissions parlementaires aux affaires économiques et environnementales, ces chercheurs déclarent que le projet de transition « ne pourra être réalisé que dans le contexte d'une diminution durable des besoins en énergie ». Ils ajoutent que dans tous les domaines, des instruments efficaces doivent être développés afin de réduire la consommation d'énergie, les mesures prises ont jusqu'à présent été « contradictoires ». Ils demandent donc au gouvernement « de passer la vitesse supérieure et d'instaurer une politique d'économies d'énergie qui permettra d'atteindre les objectifs ambitieux qu'il s'est lui-même fixés. ».
Le thème de la transition énergétique reste un sujet de controverse auprès des acteurs économiques. La Fédération des industries allemandes (BDI) et notamment les industries à forte consommation énergétique, ainsi que les producteurs d'énergie déjà en place, sont traditionnellement sceptiques vis-à-vis de la transition énergétique. En revanche, d'autres entreprises, telles que Siemens et Munich Re, les producteurs d'énergie renouvelable et une grande partie des artisans, mettent en avant les avantages d'un passage aux énergies renouvelables.
La Fédération des fournisseurs d'eau et d'énergie allemands (BDEW), groupe de pression agissant dans le domaine de la gestion de l'énergie, considère désormais également la transition énergétique comme « irréversible ». En avril 2012, Hildegard Müller, directrice principale de la fédération, déclare à l'hebdomadaire VDI Nachrichten : « Il ne s'agit plus de savoir si, mais comment effectuer la transition. » Dans le même temps, elle appelle à un meilleur encadrement par les responsables politiques de la transformation du marché de l'énergie. Enfin, les citoyens se positionnent en tant qu'acteurs dans le processus, détenant 50 % des capacités de production d'énergie renouvelable par le biais de coopératives.
Dans son éditorial du 9 mars 2012, le journal économique Financial Times Deutschland se positionne en faveur de la transition énergétique, tout en critiquant la façon dont celle-ci est mise en place.
Le 16 mai 2012, le thème de la transition énergétique attire l'attention du public, lorsque la chancelière Angela Merkel décide, trois jours après les élections législatives régionales en Rhénanie-du-Nord-Westphalie, de congédier le ministre de l'environnement Norbert Röttgen pour nommer à sa place Peter Altmaier. Le soutien au développement de l'énergie solaire entre également dans le débat public, après le refus au Bundesrat par plusieurs lands pro-CDU d'accepter une réduction des aides dans ce domaine.
Le 5 juin 2012, le président fédéral Joachim Gauck lance un avertissement en déclarant que la transition énergétique ne réussira « pas uniquement à l'aide de mesures de planification économique », ni « à travers un recours excessif aux subventions », mais plutôt grâce à « des innovations convaincantes dans un climat de concurrence loyale ». Il est donc nécessaire « de définir un cadre politique fiable » pour « éviter tout effet délétère et atteindre les objectifs souhaités ». « Une politique environnementale adaptée à l'économie de marché et favorisant la croissance » signifie pour lui « que les coûts des impacts et risques environnementaux doivent être mis sur le compte des responsables et non des contribuables, et qu'une production respectueuse de l'écologie doit être rentable pour des entreprises en compétition. »
Joachim Gauck met également en garde contre la tentation de faire peser le coût de la politique environnementale sur les générations futures, ce qui serait un comportement « clairement irresponsable ». Il rappelle également que sur Terre, chaque vie ne peut « se développer qu'en harmonie avec la nature » et c'est pourquoi, à long terme, « ne se justifie économiquement que ce qui est raisonnable écologiquement,. »
Une étude de France Stratégie publiée en août 2017 souligne qu'aucun des objectifs de la transition énergétique allemande pour 2020, hormis celui de la part des énergies renouvelables dans la consommation électrique, ne semble en passe d'être atteint : l'Allemagne a toujours recours au charbon pour produire son électricité et reste un des pays d’Europe les plus émetteurs en CO2 par habitant. Fermer les centrales au charbon et au lignite est un objectif qui divise la population et met en jeu la sécurité de son approvisionnement. Le développement considérable des énergies renouvelables intermittentes a compromis l’équilibre du système électrique et impose la construction de milliers de kilomètres de lignes à haute tension, sur fond de forte opposition locale ; une éventuelle électrification du transport plongerait encore davantage dans la crise le secteur automobile. On peut donc s’attendre à une réduction des ambitions de la politique énergétique allemande après les élections fédérales de septembre 2017.
Le programme de transition énergétique accélérée de l'Union européenne Fit for 55 risque d'accroître la dépendance aux importations : le scénario de l'association « Agora Energiewende » sur la stratégie allemande de neutralité carbone en 2050 prévoit que, dans la phase intermédiaire de la transition, la production d'électricité à partir de gaz naturel augmentera de 70 % (de 79 TWh en 2018 à 134 TWh en 2030), puis en 2050 une demande annuelle d'hydrogène et autres carburants synthétiques de 432 TWh, dont 348 TWh (80,5 %) devront être importés.

#### Dans les transports
Pour réaliser la révolution énergétique dans les transports, il est jugé nécessaire de renoncer à la combustion de carburants à base de pétrole, et d'utiliser des technologies de propulsion et des carburants plus respectueux du climat. L'électricité produite à partir d'énergies renouvelables ou de carburants électroniques produits à partir d'électricité verte ou de biocarburants peut être utilisée en remplacement de l'essence et du diesel.
Étant donné que le rendement global des e-carburants est très inférieur à celui de l'électrification directe des voitures, le Conseil allemand des experts de l'environnement (de) recommande que l'utilisation de carburants synthétiques à base d'électricité soit limitée principalement au transport aérien et maritime, afin de ne pas trop augmenter la consommation électrique. Les véhicules à pile à combustible alimentés à l'hydrogène, par exemple, consomment deux fois plus d'énergie par kilomètre que les véhicules électriques à batterie, et les véhicules à moteur à combustion qui ont recours aux e-carburants ont besoin de quatre à six fois plus d'énergie pour fonctionner. Les e-véhicules à batterie présentent donc un bien meilleur rendement énergétique que les véhicules alimentés par des e-carburants. En général, les voitures électriques consomment environ 12 à 15 kWh d'énergie électrique par 100 km, alors que les voitures thermiques consomment environ cinq litres aux 100 km, valant environ 50 kWh/100 km. Dans le même temps, les besoins énergétiques pour la production, le transport et la distribution de carburants tels que l'essence ou le diesel n'ont plus lieu d'être ; en Allemagne, cela représente environ 7 kWh par litre de diesel.
La transition est donc également un élément central du secteur de l'énergie. Alors que le passage aux énergies renouvelables est déjà en cours dans le monde entier, la transformation du secteur des transports est plus problématique, en particulier quand il faut passer du pétrole brut aux sources d'énergie durables. Les technologies disruptives (telles que le développement de batteries plus puissantes et moins chères ou des innovations dans le domaine de la conduite autonome) et les nouveaux modèles économiques (en particulier dans le domaine de la numérisation) peuvent toutefois également entraîner des changements imprévisibles, rapides et profonds dans la mobilité,.

### Autriche

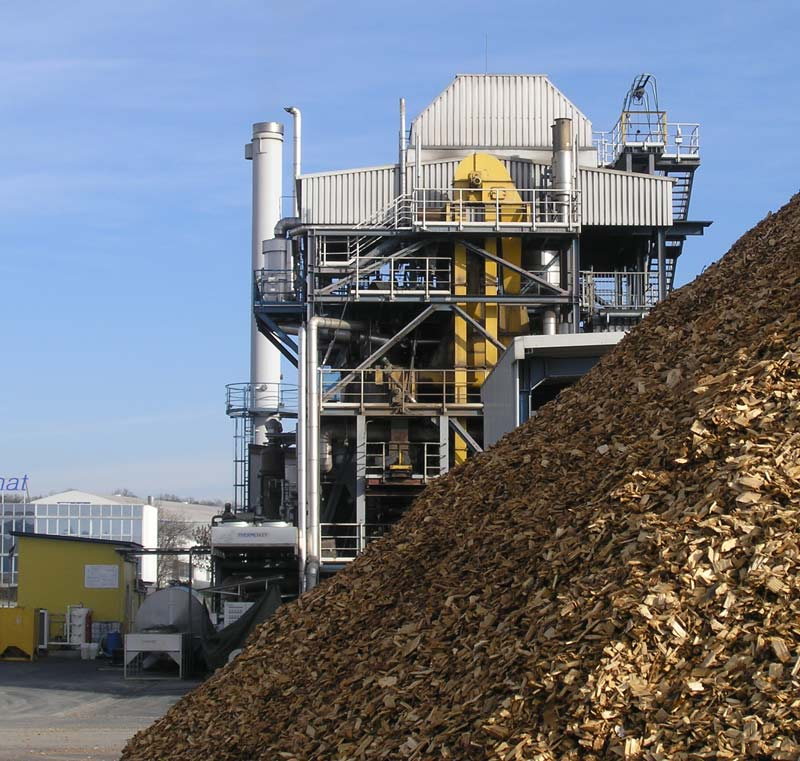
La centrale de gazéification de Güssing, destinée à couvrir les besoins en électricité et en chauffage de la commune.

Du fait de sa situation géographique, l'Autriche a toujours accordé une place importante aux énergies renouvelables, notamment à l'énergie hydraulique. Plus de 76 % de la production d'électricité nationale est issue de ces énergies, 14 % de la combustion de gaz naturel et 9 % de la combustion de pétrole. En raison de la « loi constitutionnelle pour une Autriche sans nucléaire », il n'existe aucune centrale nucléaire en activité dans le pays.
La production nationale ne couvre cependant que 31 % de la consommation énergétique totale du pays (électricité, chauffage et transport). Cette couverture est assurée à 42 % par le pétrole, à 23 % par les énergies renouvelables, à 23 % par le gaz et à 12 % par le charbon. Au cours des 20 dernières années, la part des énergies renouvelables dans la consommation totale n'a augmenté que de 1 %. Selon les directives européennes, l'objectif à atteindre est de 35 % avant 2020.
Ainsi, l'Autriche n'a pas pu atteindre l'objectif fixé par la directive européenne 2001/77/CE, qui stipulait que la production d'électricité issue des énergies renouvelables devait atteindre 78,1 % de la consommation brute d'électricité en 2010. En conséquence, le pays risque des sanctions pour non-respect de ses engagements.
La transition énergétique en Autriche n'a donc en général eu lieu que de manière localisée, à l'échelle des villages et des villes, voire des régions. On peut notamment citer la commune de Güssing dans le Burgenland, pionnière d'une production indépendante et durable de l'énergie. Depuis 2005, la production de chauffage (57,5 GWh) et d'électricité (14 GWh) issue de ressources renouvelables dépasse de loin les besoins de la commune. Sur la base d'une décision prise par le Landtag le 8 juin 2006, le Burgenland prévoit de couvrir l'ensemble de ses besoins en électricité à l'aide des énergies renouvelables. Cet objectif doit être atteint principalement grâce à la construction d'éoliennes supplémentaires. L'achèvement de tous les projets, prévu pour 2013, devrait porter le nombre d'éoliennes à 290, pour une puissance totale d'environ 520 MW,.

### Danemark
Le gouvernement danois se donne l'objectif d'atteindre en 2050 une production énergétique issue à 100 % des énergies renouvelables.[source insuffisante]

### France
Au 1er semestre 2012, la « transition énergétique » a été présentée à la fois comme une réponse aux enjeux environnementaux du sommet de Rio et comme un élément de relance de l'économie française par la « croissance verte ».
En septembre 2012, la ministre Delphine Batho évoque un « patriotisme écologique » et le gouvernement introduit un planning pour la transition énergétique, qui comprend un projet de loi de programmation (annoncé pour juin 2013) après un débat et une concertation nationale centrés sur quatre grandes questions.
La conférence environnementale sur le développement durable des 14 et 15 septembre 2012 a abordé, comme thème principal, le sujet de la « transition écologique et énergétique ».

#### Débat national sur la transition énergétique (à horizon 2025-2050)

##### Enjeux
Ce débat vise à répondre au double défi climatique et énergétique, notamment en préparant l'« objectif 2050 » de la France qui est de diviser par quatre ou cinq ses émissions de gaz à effet de serre, tout en ramenant avant 2035 la part du nucléaire à 50 % de la production française d’électricité, en développant les énergies renouvelables et en recherchant toutes les formes d'efficacité énergétique et donc d'économies d'énergie.

##### Cadrage
Le cadrage est assuré par :
- une feuille de route pour la transition écologique[86] ;
- la charte du débat national[87] ;
- le guide méthodologique du débat territorial[88] ;
- le secrétariat du débat[89] ;
- les membres du Conseil national[90] ;
- les membres du Comité de pilotage du débat national sur la transition énergétique[91] ;
- les membres du Comité de liaison du débat centralisé et l'organigramme du Secrétariat général[92].

##### Lancement
Le lancement s'est fait le 29 novembre 2012, sous l’égide du ministère de l'écologie, avec un portail Internet ouvert à tous, contenant des informations et une synthèse dite « socle de connaissance » et des « cahiers d’acteurs », avec possibilité pour chaque citoyen de contribuer en ligne.
Il inclut des débats régionaux (dès février 2013), devant aboutir à des recommandations préparant une loi de programmation prévue pour l'été 2013.

##### Pilotage
Fin janvier 2013, une circulaire ministérielle et un guide méthodologique précisent les missions de quatre instances, qui sont, :
- un Conseil national du débat (CND). Réuni une 1re fois le 29 novembre 2012, il comprend 112 membres répartis en sept collèges (État, employeurs, syndicats, ONG de défense de l'environnement, autres associations, élus locaux et parlementaires). À sa création, il a été critiqué par de grandes ONG environnementales comme Greenpeace et Les Amis de la Terre qui refusent de participer à un débat qu'elles jugent partialement organisé, et d'autres ONG comme Enerplan (syndicat des professionnels de l'énergie solaire) et le Syndicat des énergies renouvelables (SER, qui regroupe 450 entreprises de huit filières comptant environ 80 000 emplois directs et indirects) s'étonnent de ne pas être invités au Conseil national du débat sur la transition énergétique alors qu'ils avaient été invités aux négociations du Grenelle de l'Environnement. Enerplan espère une simplification administrative et une optimisation de la connexion au réseau. 
De leur côté, les industriels ont salué la présence d'Anne Lauvergeon et de Michel Rollier, ex-chefs d’entreprise, au sein du comité de pilotage du débat et sollicitent un cadre stable pour pouvoir investir (à l’image de Jean-François Cirelli : « pour GDF Suez, la transition énergétique est une formidable opportunité, mais il y a des conditions pour permettre aux industriels d’investir[98] ») ;
- un comité de pilotage. Ses membres choisis par le gouvernement garantissent le respect des règles du débat, définies dans une charte[99] ;
- un secrétariat général (dirigé par Thierry Wahl) ; il coordonne quatre instances ad hoc : un groupe d'experts, un comité citoyen (mis en place le 16 février, comptant 20 membres recrutés par Ipsos pour refléter la société française pour les catégories socioprofessionnelles, parité, âge) et pour leurs relations à l'énergie (cf. habitat, structure du foyer, modes de transports[100]), un groupe de contact des entreprises de l'énergie et un Comité de liaison du débat décentralisé ; Composé d'associations nationales d'élus (AMF, ADF, ARF…) et d'ONG spécialisées[92] ;
- des groupes de travail, qui produisent chacun un rapport rendu au Conseil national (le CNDTE)[101]. Ainsi, les 65 participants du groupe « Quels choix en matière d'énergies renouvelables et quelle stratégie de développement industriel et territorial ? » a plébiscité le photovoltaïque qu'il juge nécessaire pour répondre à l'obligation d'atteindre l'objectif 3x20 du « paquet énergie-climat » à l'horizon de 2020, parmi environ 60 propositions dont :
  - doper le photovoltaïque, avec l’objectif de 15 voire 25 GW en 2020 (au lieu de 5,4 GW attendus)[101],
  - simplifier des procédures administratives nécessaires aux projets éolien, photovoltaïque ou de géothermie[101],
  - soutien accru aux renouvelables dans les DOM[101],
  - relever l'éligibilité du photovoltaïque au tarif spécial à partir de 250 kWc pour toutes les installations (et non plus via des appels d'offres)[101],
  - doubler le fonds Chaleur de l'Ademe[101],
  - créer un fonds de mobilisation de la biomasse (bois énergie)[101].

Un site internet était consacré au débat national, fournissant des informations sur les enjeux.
Sept ans plus tard, une nouvelle consultation citoyenne (de six semaines) est lancée sur les freins à la transition énergétique, par la « mission d'information sur les freins à la transition énergétique » de l’Assemblée nationale, parallèlement aux consultations faisant suite à la crise des gilets jaunes, et après une vingtaine d'auditions de professionnels des filières énergétiques, responsables associatifs et représentants des pouvoirs publics. Le public est invité à s’exprimer sur les freins au développement des économies d'énergie, des énergies renouvelables, de la mobilité soutenable, des changements de comportements, ainsi que de la fiscalité écologique et de mesures économiques et fiscales favorables ; ainsi que sur les effets des pratiques de consommation, des modes de production, du rôle des filières énergétiques et industrielles et méthodes d'organisation. Selon le rapporteur Bruno Duvergé (MoDem) : « Notre mission couvre tous les aspects de la question à l'exception du nucléaire. Notre objectif est la décarbonation (réduction des énergies émettrices de gaz à effet de serre: charbon, pétrole, gaz naturel) ». « Le manque de vision à long terme sur le mix énergétique pour la production et la consommation, ou l'absence de structuration de certaines filières, comme celle du photovoltaïque » figurent comme freins déjà identifiés par la commission.

#### Temps du débat

##### Débats citoyens
Des centaines de débats citoyens ont été organisés dans le pays sur la transition énergétique à partir de janvier 2013 à l'initiative de collectivités, d'ONG, d'entreprises ou d'universités et grandes écoles. Les résultats de ceux qui ont été labellisés pouvant contribuer à la préparation de la future loi.

##### Journées de l'énergie
Préparées par le Secrétariat général du débat national ces journées (29-31 mars 2013) comprenaient de nombreuses portes ouvertes d'entreprises de l'énergie et de collectivité ou ONG impliquées.

##### «Journée citoyenne»
Le 25 mai 2013, dans 14 régions (de Métropole et Outre-mer), 1 115 citoyens ont été invités à répondre à 18 questions-clés, après avoir reçu une même information équilibrée sur le sujet. Choisis par des Instituts de sondage, ils n'avaient pas de fonctions politiques, syndicales ni d'implication militante ou professionnelle dans la transition énergétique. Ils avaient préalablement reçu un livret d'information, écrit sous l'égide d'un conseil scientifique composé d'experts indépendants. Lors de cette journée citoyenne, un rappel d'information a été fait sous forme de films de 5 minutes projetés en début de chaque séance (45 min) de travail. Le protocole était du type « world wide views », mis au point par le Danish Board of Technology (ou DBT, équivalent danois de l’OPESCT), déjà utilisé à échelle mondiale pour le Sommet de Copenhague (2009) sur le climat et pour la Conférence d'Hyderabad sur la diversité biologique. Le DBT bien voulu superviser la journée du 25 mai lors de laquelle « à la différence d'un sondage, la méthode ne cherche pas à recueillir l'opinion des Français sur la transition énergétique, mais à faire émerger des positionnements de citoyens à travers l'information et la délibération ».
Résultats (avec une moyenne nationale pour les pourcentages cités) :
- état de la connaissance : avant la tenue des débats, 94 % des citoyens pensaient connaître le sujet "un peu" (65 %) ou "bien" (28 %) ; 1 % se jugeant "experts" et 6 % pensant presque tout ignorer du sujet. 
Après information, 1/3 d'entre eux se disaient encore « pas ou peu à l'aise » concernant la compréhension, et 2/3 au contraire « assez ou très à l'aise » ;
- enjeux : ils sont jugés importants. 49 % des citoyens pensent que ne rien faire, c'est aggraver le problème et le reporter sur les générations futures, et 44 % pensent que cela aura un coût accru et disproportionné pour la France (notamment concernant sa dépendance au pétrole). 20 à 24 % des participants voient aussi là des enjeux de risques sanitaires ou d'accident liés aux sources d'énergie existantes (nucléaire notamment)[110]. 66,5 % voient dans la crise énergétique une chance d'entrer dans un modèle sociétal plus sobre et plus respectueux de l'environnement, 47,5 % pensant qu'il est urgent de changer de modèle énergétique. 32 % jugent plus économique l'opportunité d'investir dans de nouvelles filières créatrices d'emploi, qui pour 28 % des répondants permettraient de rétablir le déficit commercial en produisant en Europe[110] ;
- les motivations de la France devraient selon la plupart de ces citoyens d'abord être environnementales (diminuer les pollutions, protéger la biodiversité et les ressources pour 37,5 %), puis de diminuer la dépendance aux énergies fossiles importées (32 %) et développer les énergies renouvelables (30 %). Ils estiment individuellement pouvoir y contribuer d'abord en réduisant leurs déplacements (45,75 %), bien avant de réduire leur consommation courante (35 %) et leurs comportements de tous les jours (34 %). 33 % estiment que l'isolation thermique des bâtiments, l'efficience du chauffage et de la climatisation sont ce qu'ils peuvent faire de plus important. 11 % de ces citoyens se jugeaient en situation de précarité énergétique et 43 % craignaient de le devenir[110] ;
- les solutions : Pour réduire la demande en énergie, 67 % attendent qu'on mette à leur disposition de solutions technologiques innovantes et 63 % un soutien financier aux travaux et achats d'équipements. 42 % attendent un conseil personnalisé et des informations neutres[110]. Pour 50 % des participants, la priorité est un vaste programme de R&D (national et européen), puis la réorientation des investissements vers les énergies renouvelables (46 %). 39,5 % souhaitent une fiscalité verte plus incitative. L'Europe et/ou la France devraient mieux encadrer politiquement la transition énergétique, mais la dimension sociale et "humaine" est également importante, aux échelles des bassins de vie et des communes notamment ;
- les freins : Ils semblent d'abord financiers (39 %), devant la difficulté de mise en œuvre (35 %) et presque à égalité avec le manque de garanties de rentabilité des investissements (32 %). Une information insuffisante et un manque de confiance dans les solutions existantes sont aussi cités[110] ;
- Qui devrait faire quoi ? C'est d'abord l'État (58 %), puis les industriels et les entreprises (50 %) et les collectivités (48 %) qui devraient montrer l'exemple, car les participants ont estimé que la "capacité d'action des ménages" n'était "que" d'environ 32 % de l'effort à faire[110] ;
- bilan : Le nouveau modèle énergétique aura « des effets positifs sur l'environnement et la santé » selon 49 % des citoyens, dont en améliorant fortement l'emploi et l'économie (38,5 %). Près de 75 % des participants estiment que la transition énergétique sera bénéfique à la société entière. 7 % craignent cependant des effets négatifs (pour eux ou pour le pays). Les résultats de cette journée seront analysés au cours du prochain mois, puis commentés le 20 juin lors de la 8e séance plénière du Conseil national du débat.
94 % des participants apprécieraient d'autres démarches de démocratie participative de ce type, sur d'autres sujets, mais 34 % d'entre avouent ne pas savoir si leur avis sera utilisé pour la décision politique, et 16 % pensent qu'ils ne le seront pas. Les résultats bruts ont été livrés en direct[110], mais seront analysés plus finement en juin 2013, puis discutés à la 8e séance plénière du Conseil national du débat[111].

##### Débats décentralisés
Ce sont les conférences régionales du débat sur la transition énergétique, coorganisées dans chaque région, de février à fin mai 2013, par la Région et l'État (DREAL) qui avec l'Ademe sont invités à apporter des contributions portant sur l’état des lieux énergétique, les enjeux de la transition énergétique et sur tout élément, prospectif notamment, qui pourrait utilement éclairer le débat. 
Les Régions peuvent labelliser des initiatives de territoires dans ce cadre (en respectant une « charte de labellisation »). Les débats s'appuieront aussi sur l'existant (SRCAE, PCET, PRSE 2).

##### Synthèse des débats
Le document faisant la synthèse des débats territoriaux a été délivré au gouvernement par l'Association des régions de France (ARF) le 8 juillet 2013 au cours d'un séminaire à l'Université Paris-Dauphine. Il reprend les contributions des acteurs de la transition énergétique délivrées au cours de 850 débats labellisés. On retient[style à revoir] notamment le principe d'« iso-fiscalité », qui consacre la volonté de "mettre en place une vraie fiscalité écologique" sans augmenter le niveau des prélèvements obligatoires. Le Président de l'ARF, Alain Rousset, précise à cette occasion que « nous ne réussirons pas le redressement productif si nous ne considérons pas la transition énergétique comme un défi technologique majeur ». Dans cette optique, un consensus s'est dégagé de l'ensemble des acteurs : il faut privilégier le développement du stockage de l'énergie et des réseaux intelligents.

##### Loi sur la transition énergétique
Les premiers travaux préparatoires datent de décembre 2013, sous l'égide d'une commission spécialisée du Conseil national de la transition écologique (CNTE) pour un futur projet de loi qui pourrait contenir six titres destinés à atteindre les objectifs fixés par le président de la République (réduction des émissions de gaz à effet de serre, amélioration de l’efficacité énergétique et réduction de 50 % de la consommation énergétique avant 2050, réduction de 30 % de la consommation de combustible fossile à l’horizon 2030 et diversification du mix électrique avec réduction de la part du nucléaire à 50 % à l’horizon 2025 au profit des renouvelables).
De premiers éléments ont été transmis à la commission spécialisée du débat national en mars 2014 ; il s'agit de sept documents de travail (non validés par l'Exécutif) relatives au soutien des EnR et au nucléaire ou relatives aux émissions de CO2 ; un « complément de rémunération » pourrait soutenir l'électricité verte en « articulation » avec les aides par un tarifs d'achat soutenu ; par ailleurs un organisme indépendant d'EDF pourrait devenir opérateur spécialisé de l'achat d'électricité renouvelable. Des « budgets-carbone » (plafonds d'émissions à ne pas dépasser) pourraient être fixés et révisés à la baisse tous les cinq ans. Selon l'AFP, ces sept documents n'évoquent pas l'objectif précédemment affiché de 50 % de production d'électricité nucléaire en 2025, ni les moyens d'y parvenir, mais le dispositif préexistant de mise à l'arrêt définitif et de démantèlement des installations nucléaires devrait être « intégralement » modifié.
Le projet de loi sur la transition énergétique a été adopté par l'Assemblée Nationale puis présenté au Sénat en octobre 2014. La loi sur la transition énergétique et la croissance verte a été définitivement adoptée par l'Assemblée nationale en juillet 2015, puis promulguée le 17 août.
Des dispositifs ont été mis en place, comme le Crédit d'impôt transition énergétique (CITE), le 1er septembre 2014, pour encourager les particuliers à réaliser des travaux de rénovation énergétique,.

##### Avant-projet de stratégie nationale pour la transition écologique
Une consultation citoyenne et publique a été lancée par le ministère chargé de l’écologie et du développement durable en mars 2014 (20 mars - 20 avril 2014) sur l'avant-projet de « Stratégie nationale de la transition écologique vers un développement durable 2014-2020 (SNTEDD) » ; une version de la SNTEDD, enrichie des résultats de cette consultation sera ensuite soumise au Conseil national de la transition écologique (CNTE) qui donnera son avis sur ce projet. Cette SNTEDD sera ensuite soumise à approbation au « Comité interministériel au développement durable » et succédera à la Stratégie nationale de développement durable 2010-2013.
L'avant-projet (mars 2014) de la stratégie est construit selon neuf axes transversaux, subdivisés en priorités dont certaines sont basées sur la transition énergétique avec notamment une « économie circulaire et sobre en carbone » (avec comme priorité : « Réorienter les modèles de production, d’échange et de consommation ; Rendre notre économie moins dépendante des ressources non renouvelables ; Mettre en place une nouvelle politique industrielle et agricole plus économe en ressources et s'appuyant sur l'innovation... ») ; « Réduire et prévenir la vulnérabilité énergétique ; Prévenir et s'adapter aux impacts du changement climatique sur les populations... ») ; « Orienter la production de connaissances, la recherche et l'innovation vers la transition écologique »...).

#### Financement de la transition, coopération internationale

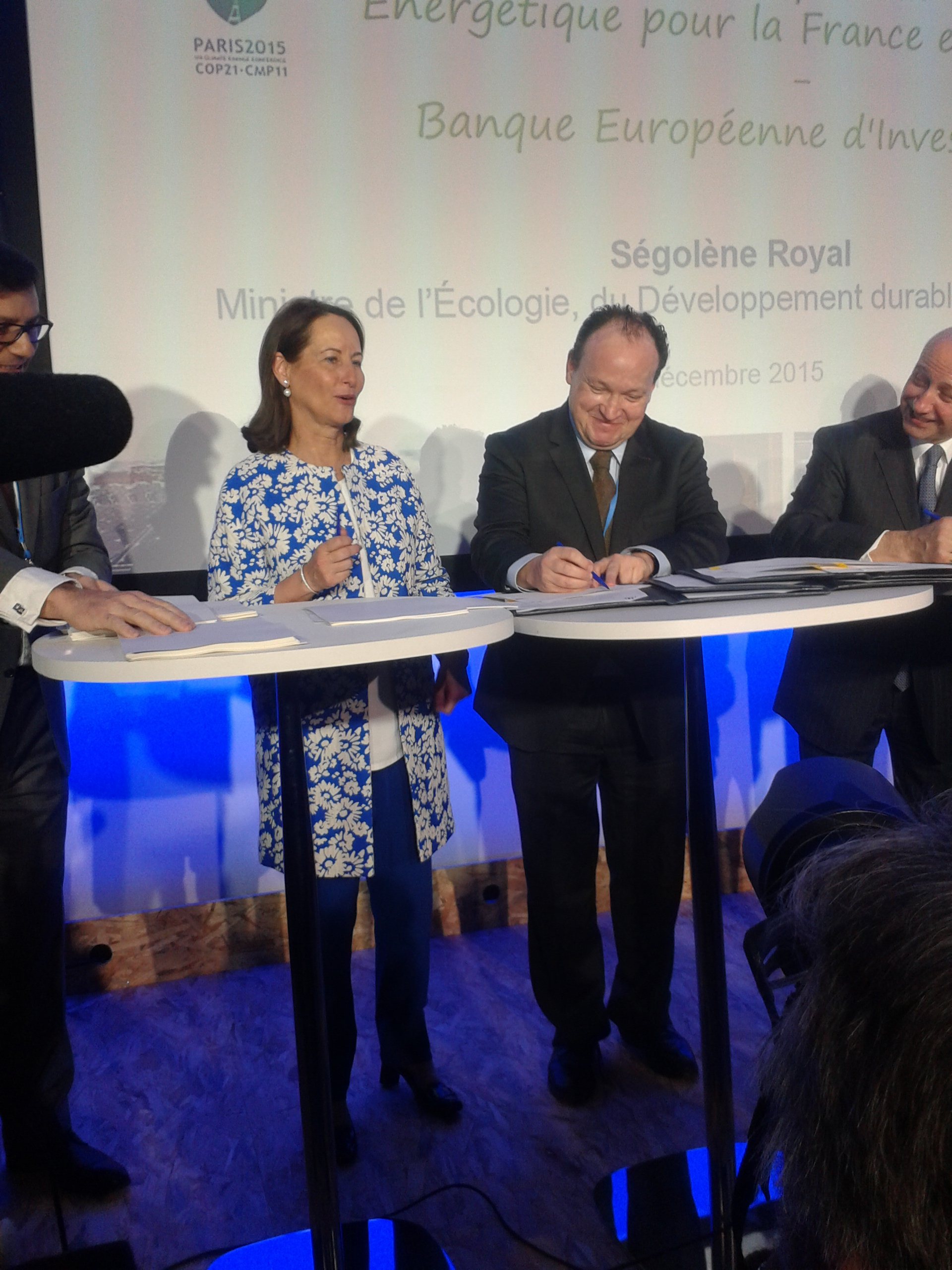
Signature, à l'occasion de la COP21, du partenariat pour le soutien à la transition énergétique entre la France et la Banque européenne d'investissement.

La Commission de régulation de l'énergie (CRE) demande clarté et transparence sur le coût des énergies renouvelables, rappelant que « On a déjà fait une transition énergétique dans les années soixante-dix en passant au nucléaire et ça s'est traduit dans les tarifs réglementés de l'électricité par un coût », Laurence Tubiana, coanimatrice du débat rappelant que les deux tiers de la consommation française d'énergie finale sont encore d'origine fossile alors que la facture énergétique a pesé à hauteur de 60 milliards dans le déficit commercial en 2011.
Avant un conseil des ministres franco-allemand prévu le 19 février, François Hollande a annoncé « une grande entreprise franco-allemande pour la transition énergétique »
Le rapport ETP 2014 de l'Agence internationale de l'énergie publié en mai 2014 étudie trois scénarios possibles d'évolution des systèmes énergétiques jusqu'en 2050 ; le scénario le plus volontariste, intitulé « 2DS » (pour 2 degrees scenario), visant à limiter l'augmentation moyenne de la température à 2 °C conformément aux recommandations du GIEC, aboutit à ce résultat en limitant la progression de la demande d'énergie à 25 % (au lieu de 70 % dans le scénario 6DS de poursuite des tendances actuelles menant à un réchauffement de 6 °C) et en réduisant les émissions de gaz à effet de serre de 50 % (au lieu d'une augmentation de 60 %) ; dans ce scénario 2DS, les énergies renouvelables contribuent pour 30 % à cette réduction des émissions, les gains d'efficacité énergétique contribuant pour 38 %, le captage et séquestration du carbone pour 14 %, le nucléaire et les changements de combustibles se partageant les 18 % restants ; les 44 000 milliards de dollars d'investissements supplémentaires nécessaires pour cette dé-carbonation du système énergétique sont largement compensés par les 115 000 Mds $ d'économies de combustibles qu'elle apporte ; même avec un taux d'actualisation de 10 %, le gain net serait encore de 5 000 Mds $.
Vincent Champain, président de l'Observatoire du long terme, fait remarquer que, puisque l'Europe a choisi la voie du marché pour la transition énergétique, elle devrait traduire dans les prix chacun des objectifs de cette transition, afin d'orienter vraiment les comportements, via des incitations-prix, et d'éviter les messages incohérents ; en particulier, pour atteindre l'objectif de réduction de l'impact sur le climat, il est nécessaire de réformer le marché des quotas carbone, basé sur des hypothèses dépassées, car un prix de carbone trop bas n'incite pas à investir dans les technologies faiblement émettrices (comme le gaz face au charbon) ou la capture du CO2 ; quant à l'objectif de réduction des risques liés à l'énergie, il doit se traduire par des prix proportionnels aux risques : or le charbon entraine dix fois plus de décès par TWh que le gaz et 400 fois plus que le nucléaire ; la fixation de ces prix est un préalable à une convergence européenne des politiques énergétiques.
En décembre 2015, la Banque européenne d'investissement conclut un accord de partenariat avec la France, pour financer à hauteur de un milliard d'euros, dans les villes et les territoires, des projets liés à la transition énergétique. À partir du 1er juillet 2016, la Loi relative à la transition énergétique pour la croissance verte autorise les sociétés développant des projets d'énergie renouvelable à faire participer financièrement les particuliers et les collectivités proches des installations, de façon directe ou en passant par des professionnels du financement participatif.
En 2017, la BEI accompagne le gérant d'actifs Eiffel Investment Group dans un nouveau fonds (100 millions d'euros sous forme de crédits à court terme de 6 à 36 mois) pour la transition énergétique.
Pour le journaliste Guillaume Pitron, les États occidentaux ne feraient que déplacer le problème : « Les Chinois et les Occidentaux se sont tout bonnement réparti les tâches de la future transition énergétique et numérique : les premiers se saliraient les mains pour produire les composants de la green tech, tandis que les seconds, en les leur achetant, pourraient se targuer de bonnes pratiques écologiques. »

#### Contestation
Une lettre ouverte au président Macron, signée en juillet 2017 par 50 scientifiques, en particulier des climatologues, dont James Hansen et plusieurs experts du GIEC, alerte la France sur les dangers découlant d'une régression de sa production nucléaire ; ils s'appuient sur la comparaison entre la France, « un des pays développés dont les émissions de dioxyde de carbone par habitant sont les plus faibles », et l'Allemagne, qui, malgré des investissements massifs dans les énergies renouvelables, a vu ses émissions stagner depuis 2009 à cause des fermetures de centrales nucléaires, et même augmenter en 2015 et en 2016 du fait qu'il y a eu moins de soleil et de vent en 2016 qu'en 2015 ; les énergies propres représentent 93 % de la production d'électricité française (dont 78 % de nucléaire) contre 46 % en Allemagne. Le remplacement du nucléaire par des combustibles fossiles et des renouvelables entrainerait des conséquences lourdes, en plus de l'augmentation des émissions de CO2 : une augmentation des prix de l'électricité pour les ménages et l'industrie ; la fin des exportations lucratives d'électricité et surtout la destruction de la filière nucléaire française à l'export.

#### Report de la baisse du nucléaire
Le 7 novembre 2017, le ministre Nicolas Hulot a annoncé l'abandon de l'horizon 2025 pour l'abaissement à 50 % de la part du nucléaire dans la production d'électricité. Le gestionnaire du réseau de transport d’électricité, RTE, a calculé, dans son bilan prévisionnel, qu’une diminution aussi rapide du parc nucléaire contraindrait à maintenir en activité les quatre centrales à charbon françaises et à construire une vingtaine de nouvelles centrales au gaz, doublant les émissions de CO2 du système électrique. Les scénarios élaborés par RTE aboutissent à l'objectif des 50 % en 2030 ou 2035, selon les hypothèses.
Le président Emmanuel Macron a expliqué en décembre 2017 sa conception de la transition énergétique : « la sortie accélérée du nucléaire [...] à court terme et à technologie constante, cela conduirait à maintenir et même à ouvrir des centrales à charbon ou thermiques [...] Nous allons descendre le plus vite possible vers 50 % de nucléaire, mais à condition de ne pas émettre plus de gaz à effet de serre ».

#### Rapport de la Cour des Comptes sur le soutien aux énergies renouvelables
La Cour des Comptes a publié en mars 2018 un rapport sur les politiques publiques de soutien au développement des énergies renouvelables. La Cour note que la stratégie formulée par la loi relative à la transition énergétique pour la croissance verte (LTECV) repose sur un double objectif : limiter les émissions de gaz à effet de serre d'une part, réduire à 50 % en 2025 la part de l'énergie nucléaire dans le mix électrique d'autre part, et que les calendriers des deux objectifs n'étaient pas compatibles, ce qu'a confirmé le ministre chargé de l’énergie. Elle note que, « faute d’avoir établi une stratégie claire et des dispositifs de soutien stables et cohérents, le tissu industriel français a peu profité du développement des EnR » ; la balance commerciale des équipements EnR est largement déficitaire du fait des importations d'équipements éoliens et solaires, alors que le solaire thermique et l'hydroélectricité sont les seules filières à présenter un solde constamment positif ; les filières EnR les plus pourvoyeuses d’emplois sont le bois énergie, les pompes à chaleur, l’éolien terrestre et l’hydroélectricité. D'autre part, les dépenses publiques de soutien aux EnR sont concentrées sur les EnR électriques : 4,4 milliards d'euros en 2016 contre seulement 567 millions d'euros pour les EnR thermiques, alors que les usages thermiques sont très largement supérieurs aux usages électriques et constituent l'essentiel du potentiel de réduction des émissions de gaz à effet de serre ; les engagements pris jusque fin 2017 vont représenter 121 milliards d'euros entre 2018 et 2046 ; le photovoltaïque et l'éolien en mer ont été particulièrement coûteux ; selon l’ADEME, lors de l’appel à projets biomasse du fonds chaleur en 2016, le ratio moyen de soutien était de 30 €/tep, alors que le soutien aux centrales solaires photovoltaïques au sol (les plus compétitives) représente aujourd’hui environ 140 €/tep. La Cour fait remarquer que « compte tenu de son profil énergétique peu carboné, si la France avait voulu faire de sa politique en faveur des EnR un levier de lutte contre le réchauffement climatique, elle aurait dû concentrer prioritairement ses efforts sur le secteur des EnR thermiques qui se substituent principalement à des énergies fossiles émissives de CO2. De ce fait, la place consacrée aux énergies renouvelables électriques dans la stratégie française répond à un autre objectif de politique énergétique, consistant à substituer les énergies renouvelables à l’énergie de source nucléaire ». Elle plaide pour une politique étayée par une connaissance claire des coûts constatés de production ; elle souligne également la nécessité de prendre en compte les coûts induits des EnR pour les réseaux électriques et pour le stockage[source secondaire nécessaire].

### États-Unis
Alors que la plupart des scénarios de transition énergétique élaborés par les institutions les plus réputées telles que le (GIEC, l'Agence internationale de l'énergie, la National Oceanic and Atmospheric Administration, le National Renewable Energy Laboratory ont conclu que le déploiement d'un large éventail d'énergies propres (dont le nucléaire, la biomasse et la séquestration du carbone) rend la transition à la fois plus réalisable et moins coûteuse que d'autres trajectoires, un rapport publié en 2015 par une équipe dirigée par le professeur Mark Zachary Jacobson, de Stanford, prétend qu'il serait possible de réaliser des solutions à bas coût au problème de la fiabilité du réseau avec une pénétration à 100 % des énergies « WWS » (wind, water and solar power : électricité éolienne, hydraulique et solaire) dans tous les secteurs des États-Unis vers 2050 à 2055, avec l'électricité et l'hydrogène comme seuls vecteurs énergétiques. Un article de la revue PNAS de l'Académie des Sciences des États-Unis, signé par 21 scientifiques des grandes universités américaines, réfute cette thèse en février 2017, pointant de grossières erreurs méthodologiques et des hypothèses irréalistes.Jacobson et Delucci ont rejeté la critique.

### Japon
Le 14 septembre 2012, le gouvernement japonais décide de sortir progressivement du nucléaire avant la fin des années 2030 dans le cadre d'une nouvelle stratégie en matière de production énergétique,. La politique envisagée alors est de ne plus construire de nouveaux réacteurs et de ne pas prolonger ceux existants au-delà de 40 ans, ce qui correspond à l'arrêt des derniers réacteurs livrés en 2005, vers 2045. Cette réorientation du bouquet énergétique devait être accompagnée par un effort en faveur des énergies renouvelables 2012.
À la suite d'une alternance politique menant Shinzo Abe au poste de Premier Ministre, le nouveau ministre japonais de l'Industrie, Toshimitsu Motegi, a confirmé que le gouvernement allait relancer les réacteurs atomiques jugés sûrs et s'est prononcé pour une révision de l'objectif « zéro nucléaire » prévu par les précédents dirigeants du pays, tout en maintenant des objectifs importants dans le secteur des énergies renouvelables. La réflexion sur la répartition du mix énergétique nippon a été repoussée, au grand soulagement des syndicats patronaux de l'archipel qui souhaitent maintenir leur compétitivité.

### Europe
Une étude de Standard & Poor's Global Ratings (2019) estime que la transition énergétique pourrait entrainer une augmentation de 30 % en six ans des prix de l'électricité sur les marchés de gros en Europe, du fait surtout de la transition énergétique accélérée programmée par l'Allemagne. La production d'électricité issue du charbon et du lignite chutera de 60 % avant 2025 et la capacité des centrales nucléaires devrait baisser de 19 %. Les énergies renouvelables devraient, selon S&P, assurer 43 % des volumes produits en Europe en 2030. L'Allemagne devrait devenir importatrice d'électricité.
Une étude publiée le 3 décembre 2020 par le cabinet McKinsey passe en revue plusieurs centaines de leviers qui permettraient de réduire les émissions de gaz à effet de serre dans les secteurs les plus émetteurs : l'électricité, le bâtiment, l'industrie, les transports et l'agriculture. Elle conclut qu'il existe une voie rentable, tout en restant acceptable par la société, pour atteindre les objectifs proposés dans le Pacte vert pour l'Europe. L'éolien terrestre contribuerait pour 10 % à la réduction des émissions, le solaire pour 9 %, les voitures électriques pour 8 %, les pompes à chaleur pour 6 %, les camions électriques pour 6 %, etc. Les investissements nécessaires atteindraient 1 000 milliards € par an jusqu'en 2050, dont 800 milliards € par an d'investissements existants devraient être redirigés des technologies à forte intensité de carbone vers celles à faible intensité, et 180 milliards € supplémentaires par an devraient être ajoutés, mais seraient compensés par des économies sur les dépenses de fonctionnement. Cette transition créerait 11 millions d'emplois mais en supprimerait 6 millions, dont plus de la moitié dans l'industrie.

#### Initiative «Énergie propre pour les îles»
L'initiative européenne « Énergie propre pour les îles de l'UE » regroupe une trentaine d'îles : les six premières à publier, à l'été 2019, le calendrier de leur transition énergétique, sont Sifnos en Grèce, La Palma en Espagne, Culatra au Portugal, Salina en Italie, Cres-Losinj en Croatie et les îles d'Aran en Irlande. Vingt autres suivront en 2020, dont Marie-Galante (Antilles) et la Nouvelle-Calédonie. Leur électricité coûte cinq à six fois plus cher que sur le continent, ce qui peut rentabiliser les investissements dans les énergies renouvelables et dans les systèmes de stockage nécessaires pour compenser leur intermittence. À Porto Santo, petite île de l'archipel portugais de Madère, l'énergéticien de Madère expérimente l'utilisation des batteries de voitures électriques fournies par Renault ; les premiers retours d'expérience montrent qu'avec une proportion de 50 % de véhicules électriques (soit 1 500 voitures), eux-mêmes utilisés à 50 % en Vehicle-to-grid, on pourrait faire passer la proportion de renouvelables de 15 % aujourd'hui à 38 % en 2025, et même s'approcher de 100 % avec un parc à 100 % électrique, l'objectif pour 2030.

#### Classification des investissements verts
Le 18 juin 2019, la Commission européenne publie son projet de classification européenne (également appelée « taxonomie ») visant à orienter les investissements des marchés financiers vers des activités dites « durables ». Ce projet est le fruit des travaux d’un groupe d’experts techniques de la Commission, le « Technical Expert Group » (TEG), qui a écarté le nucléaire. Le 25 septembre 2019, le Conseil de l’Union européenne (UE), qui rassemble les ministres concernés par un projet de texte, décide de maintenir éligible l’énergie nucléaire dans le label européen des investissements verts. L’Allemagne, soutenue par l’Autriche et le Luxembourg, voulait exclure le nucléaire, mais la majorité des États, emmenés par Paris, souhaitait l'intégrer dans la classification. En mars 2019, le Parlement européen avait exclu l’énergie nucléaire du projet de classification. Le projet doit maintenant passer l’étape du « trilogue » où la Commission, le Conseil et le Parlement doivent dégager une position commune.

#### Adaptation des lignes directrices sur les aides d'État liées à l'action climatique
Le 21 décembre 2021, la commissaire européenne à la Concurrence Margrethe Vestager présente une modification substantielle des règles européennes encadrant certaines aides d'État, avec l'objectif de les adapter aux enjeux du « Pacte vert pour l'Europe ». Le principe directeur est que ce qui contribue à atteindre les objectifs climatiques de 2030 et 2050 pourra être soutenu économiquement, ce qui nuit aux ambitions climatiques ne pourra plus l'être. Les nouvelles lignes directrices incluent de nouvelles activités liées à la mobilité propre et ses infrastructures, aux énergies renouvelables, à la décarbonation industrielle, à la lutte contre la pollution sonore, au soutien à l'économie circulaire, aux aides en faveur de la biodiversité et de la réparation des dommages environnementaux, à la performance énergétique des bâtiments. Les aides au gaz naturel resteront possibles dans des cas encadrés, par exemple pour les pays qui veulent y investir pour sortir du charbon.

### Québec
Le 26 mai 2023, le gouvernement de Québec annonce la « Vallée de la transition énergétique », une stratégie visant à positionner le Québec comme chef de file en matière d'électrification des transports. Le 29 mai, les gouvernements provincial et fédéral annoncent une subvention à General Motors et à l'entreprise sud-coréenne POSCO pour construire des batteries de voitures.

## Financement
La Banque mondiale publie en juin 2023 un rapport recensant les subventions accordées par les gouvernements aux combustibles fossiles, à l'agriculture et à la pêche, qu'elle préconise de réaffecter au financement de la transition énergétique. Selon elle, les subventions, qu'elle qualifie d'« explicites », atteindraient 1 250 milliards de dollars environ chaque année, dont 577 milliards (près de trois fois plus que les subventions au secteur des énergies renouvelables) ont servi en 2021 à « abaisser artificiellement » le prix des carburants polluants (pétrole, gaz ou charbon), plus de 635 milliards sont allés à l'agriculture et 35 milliards à la pêche. À cela s'ajoutent les subventions « implicites » qui contribuent à la pollution, aux émissions de gaz à effet de serre et à la destruction de la nature, que la Banque mondiale évalue à 6 000 milliards de dollars par an. Les pays qui subventionnent le plus les énergies fossiles sont la Russie, l'Arabie saoudite, l'Iran, le Vénézuela, l'Inde, les États-Unis et la Chine. Ceux qui subventionnent le plus l'agriculture sont la Chine, l'Union européenne, les États-Unis et le Japon.
Selon un rapport de l'Agence internationale de l'énergie en 2023, les cinq principales compagnies pétrolières privées (ExxonMobil, Shell, TotalEnergies, BP, Chevron) contribuent seulement à 1,2 % des investissements dans les énergies propres, tandis qu'elles représentent moins de 15 % de la production mondiale de pétrole. Les compagnies pétrolières nationales, propriétés des États, produisent plus de la moitié du pétrole mondial et détiennent plus de 60 % des réserves. Or elles consacrent moins de 10 % de leurs investissements aux énergies bas carbone contre environ 10 % pour les compagnies privées américaines et environ 20 % pour celles européennes. Le brésilien Petrobras annonce un plan d'investissements dans l'éolien et le solaire de 5,2 milliards de dollars entre 2024 et 2028, et le malaisien Petronas a créé une structure pour atteindre ses objectifs ambitieux de 30 à 40 GW de capacités de renouvelables.

## Déficit de main-d’œuvre
Une étude du Boston Consulting Group (BCG) estime en 2023 le déficit mondial de compétences dans les métiers de la transition énergétique : 7 millions d'employés pourraient manquer avant à 2030, dont 2,5 millions en Chine, 1,5 million aux États-Unis, 400 000 en Allemagne et 130 000 en France. Le solaire représenterait 44 % du déficit, l'éolien 24 %, les biocarburants et la biomasse 17,5 %. La moitié des emplois concernés nécessiteraient des formations professionnelles qualifiées de deux ou trois ans, mais seuls 10 % des métiers en tension nécessiteraient des formations poussées de haut niveau, supérieures à la licence.

## Besoins en réseaux électriques
L'Agence internationale de l'énergie publie en octobre 2023 un rapport qui alerte sur l'urgence d'investir dans les lignes électriques à travers le monde pour accompagner la transition énergétique. Pour espérer assurer cette transition vers les renouvelables, il faudra ajouter ou remplacer 80 millions de kilomètres de lignes électriques avant 2040, soit une quantité égale à l'ensemble du réseau mondial existant. Les investissements annuels dans les réseaux, restés globalement stagnants les années précédentes, doivent doubler pour atteindre plus de 600 milliards de dollars par an avant 2030. Le rapport évoque « une file importante et croissante de projets d'énergies renouvelables attendant le feu vert pour être connectés au réseau » : 1 500 GW, situés surtout aux États-Unis et en Europe, soit cinq fois la capacité solaire photovoltaïque et éolienne ajoutée dans le monde en 2022.
La Commission européenne annonce en novembre 2023 un plan d'action pour moderniser ses réseaux électriques en vue du déploiement des énergies renouvelables et de l'électrification des usages (pompes à chaleur, véhicules électriques, etc.). Elle évalue le besoin d'investissements en réseaux de transport et de distribution d'électricité à 584 milliards d'euros pour doubler leur capacité avant 2030. Le plan liste 166 projets transfrontaliers.

## Besoins en minéraux critiques
Dans un monde basé sur[C'est-à-dire ?] la croissance perpétuelle, des pénuries de certains minerais risquent de compromettre la transition énergétique.
En mai 2021, un rapport de l'Agence internationale de l'énergie (AIE) portant sur Le rôle des minéraux critiques dans les transitions énergétiques étudie les besoins de tels minéraux induits par les programmes de transition énergétique nécessaires pour atteindre les objectifs de l'Accord de Paris sur le climat et au-delà pour atteindre l'objectif de neutralité carbone. Ces besoins ont déjà été accrus de 50 % depuis 2010 et seront multipliés par quatre entre 2020 et 2040 dans le premier cas et par six dans le second. L'AIE décrit cette évolution comme le « basculement d'un système dépendant des combustibles à un système dépendant des minéraux ». Ces accroissements proviennent pour l'essentiel des besoins des véhicules électriques, qui utilisent six fois plus de minéraux que les véhicules conventionnels, et des batteries de stockage, puis des réseaux électriques, ensuite du solaire photovoltaïque et de l'éolien. Les besoins en lithium seront multipliés par 42 de 2020 à 2040, ceux en graphite par 25, ceux en cobalt par 21, en nickel par 19, en terres rares par 7. Dans la production d'électricité, les besoins de ces minéraux sont beaucoup plus élevés pour l'éolien et le solaire que pour le nucléaire et le gaz. L'AIE estime que les mines existantes et les projets en construction ne couvriront en 2030 que la moitié des besoins en lithium et 80 % de ceux de cuivre. Elle souligne les risques dus à la concentration des réserves dans un petit nombre de pays pour le lithium, le cobalt et les terres rares, à la concentration des usines de traitement des minéraux en Chine, ainsi que les très longs délais de développement de nouveaux gisements (plus de 16 ans en moyenne) et les risques climatiques tels que la vulnérabilité de l'extraction de cuivre et de lithium aux sécheresses.
Les industriels craignent surtout une pénurie de cuivre. Pour produire 1 MWh avec de l'éolien en mer, il faut, par exemple, près de huit tonnes de cuivre. Selon l'AIE, « les mines en activité s'approchent de leur pic en raison de la baisse de la teneur des minerais et de l'épuisement des ressources ». Les modèles de l'IFP Énergies nouvelles prévoient que, pour limiter le réchauffement climatique à deux degrés, la consommation annuelle de cuivre va passer de 30 millions de tonnes en 2021 à près de 100 millions en 2050. À ce rythme, près de 90 % des ressources identifiées seront extraites d'ici-là. Les projets de mines de cuivre exigent beaucoup de capitaux et de temps (une quinzaine d'années avant le premier coup de pioche) ; de plus, les gisements de cuivre en Amérique latine ou en Australie sont situés dans des régions soumises à un fort stress hydrique et ont déjà dû arrêter la production en raison d'un manque d'eau.
L'Union européenne prépare une feuille de route pour renforcer son « autonomie stratégique », qui propose trois pistes majeures : sécuriser l'approvisionnement en métaux critiques produits en dehors de l'Europe ; développer le recyclage de tous les métaux entrés dans l'Union ; développer les projets miniers sur le sol européen. Selon la ministre française de l'Industrie Agnès Pannier-Runacher, « seuls 2 % des métaux utilisés pour la transition énergétique sont disponibles sur le continent européen » ; le vice-président de la Commission Maroš Šefčovič souligne que seuls 12 % des métaux en Europe sont récupérés. La Commission a identifié quatre projets pour extraire du lithium, qui permettraient de couvrir environ 80 % de la demande de l'industrie automobile pour ce métal : en Tchéquie à Cinovec, en Finlande à Keliber, en Autriche à Wolfsberg et en Allemagne à Zinnval. Mais les projets miniers suscitent l'opposition des populations locales : en Serbie, le gouvernement a dû enterrer le projet géant de mine de lithium de Rio Tinto dans la vallée de Jadar.
Une étude de Bank of America estime en novembre 2022 que les compagnies minières sous-investissent massivement. De 2015 à 2020, leurs investissements s'élevaient à 80 milliards $ par an, alors qu'il faudrait 160 milliards $ chaque année jusqu'en 2030 pour satisfaire la hausse de la demande et éviter tout goulet d'étranglement.
En juillet 2025, une étude chinoise publiée dans la Revue Nature Climate Change, analysant 557 scénarios de transition énergétique proposés par le GIEC, alerte sur les risques de pénuries de métaux essentiels (indium, étain, cadmium et tellure notamment, nécessaires aux technologies photovoltaïques, éoliennes et nucléaires). L'étude identifie 40 minerais critiques susceptibles de manquer d'ici 2100. Les pénuries pourraient toucher jusqu'à 12 minerais dans les pires scénarii, et jusqu'à 24 dans certaines régions comme le Moyen-Orient et l'Afrique. Ces pénuries, exacerbées par une demande croissante, posent un défi majeur à la réalisation des objectifs climatiques (limiter le réchauffement à +1,5 °C notamment). Selon les auteurs, même en améliorant significativement le recyclage et l'efficacité énergétique, on n'évitera pas ces pénuries. Ils appellent à la fois à tenir compte des ambitions climatiques et des contraintes de ressources, et à limiter la croissance annuelle de la consommation d'électricité à 1,32 %, tout en continuant d'explorer de nouveaux gisements miniers.

## Pilotage de la transition énergétique en France
Le législateur français, dans le cadre de la décentralisation, a privilégié une gouvernance locale avec un niveau opérationnel de planification situé à l'échelle des régions (devenues « nouvelles régions » en 2016) et des intercommunalités. Ces collectivités étaient déjà impliquées (avec l'Ademe) dans les économies d'énergie et/ou des réseaux de distribution de l'énergie. Elles sont de plus en plus associées à la gouvernance des entreprises d'énergie et à la planification du développement des énergies renouvelables, voire à la production d'énergie. Dans un avenir proche, selon Claudie Boiteau, « les informations livrées par les compteurs intelligents pourraient éclairer les politiques locales »,.

### Feuille de route 2017
À la suite du retrait des États-Unis de l'Accord de Paris sur le climat, Emmanuel Macron, Nicolas Hulot (Environnement), Frédérique Vidal (Recherche) et Jean-Yves Le Drian (Affaires étrangères) ont reçu le 6 juin 2017 quelques grandes ONG environnementales, en promettant une feuille de route sur la transition énergétique avant la fin juin 2017. Ce document évoquera au moins une taxe sur les transactions financières (taxe Tobin), la fiscalité du diesel, le prix du carbone, l'interdiction des nouveaux permis de recherche sur les hydrocarbures, la rénovation énergétique des bâtiments, notamment publics. La France va poursuivre sa « diplomatie climatique » et ouvre également un dispositif d'accueil de « chercheurs du monde entier, notamment américains, qui voudraient postuler pour venir en France travailler sur des programmes concernant le climat ».

### Label de Transition énergétique et écologique pour le climat
Le projet de label de transition énergétique a été annoncé en mai 2015 à l'occasion de la présentation du projet de centrale solaire TIPER, par la ministre de l'environnement Ségolène Royal « dans le cadre de la loi sur la transition énergétique ». Il devrait être créé par le ministère de l'Environnement. Plusieurs textes ont ensuite créé le label, définit ses conditions d'attribution et nommé les membres du comité du label. Un décret du 10 décembre 2015 précise que ce sont des fonds d'investissements qui peuvent être labellisés dès lors qu'il « respectent des critères relatifs notamment à leur contribution directe ou indirecte au financement de la transition énergétique et écologique et à la qualité et la transparence de leurs caractéristiques environnementale. Ces critères peuvent différer selon les catégories de fonds d'investissement et leur éventuelle prépondérance thématique ». Le Ministère de l'environnement, de l'énergie et de la mer a publié, en février 2016 me référentiel relatif au label. Les membres du comité du label, nommés par arrêté du 28 avril 2017, comprennent des représentants de l'État et de ses établissements publics, des représentants des investisseurs professionnels ou non professionnels et des sociétés de gestion de portefeuille, des représentants de la société civile et des personnalités qualifiées en matière de gestion d'actifs financiers ou de certification spécialiste de l'environnement. Le règlement intérieur du comité du label a été approuvé par arrêté du 5 octobre 2017.

## Prospective – scénarios
De 2012 à 2014, l'Agence de l'environnement et de la maîtrise de l'énergie a demandé à des prospectivistes et à ses services techniques et économiques d'imaginer des scénarios énergétiques, climatiques (et d'adaptation) volontaristes pour 2030-2050. Ces scénarios sont axés sur la maîtrise de la consommation énergétique et le développement de l’offre d’énergies renouvelables dans des proportions volontaristes mais plausibles, tout en permettant une nouvelle « croissance verte ». Un document dit « Vision 2030-2050 » les réunit (publié en aout 2014). L'Ademe estime que si « les meilleures possibilités techniques connues » en 2014 sont mises en œuvre conformément au scénario vertueux avant 2030 là où elles peuvent l'être, les engagements de la France peuvent être tenus, et que la pollution de l'air diminuera également, notamment si des progrès sont faits pour limiter le transport routier et la pollution routière. Cependant, dans le même temps, les scénarios climatiques mis à jour pour le XXIe siècle en France à partir des données les plus récentes du GIEC confirment la tendance au réchauffement, et de son côté l'OMM constate une aggravation et même un record de croissance du taux de CO2 dans l'air pour 2013, probablement en partie à cause du fait que les océans n'arrivent plus à absorber autant de CO2 qu'avant, en raison de leur réchauffement et de leur acidification notamment.
Un article de la revue Futuribles classe les différents scénarios présentés par diverses équipes lors du débat national sur la transition énergétique en quatre catégories : « sobriété » (scénario Négawatt), « efficacité » (scénario ADEME), « diversité » (scénario ANCRE) et « décarbonation » (scénario Négatep), qui se différencient selon leurs objectifs sur trois éléments discriminants : réduction des consommations, part de énergies renouvelables et part du nucléaire. Le projet de loi se réfère clairement à la catégorie « efficacité », mais l'auteur estime que son objectif de réduction des consommations de 50 % étant peu réaliste, la trajectoire future s'infléchira probablement vers la catégorie « diversité ».
Les scénarios avec réduction de la demande énergétique sont notamment défendus en France par l'Association négaWatt, et en Allemagne par l'Öko-Institut et le Institut de Wuppertal.

## Avantages et inconvénients
La transition énergétique implique de passer en partie d'un modèle centralisé, dominé par de grandes centrales, à une structure décentralisée accordant une part plus importante à des énergies renouvelables alimentant des réseaux basse et moyenne tension ; cependant, les marchés éolien et solaire évoluent de plus en plus vers des centrales de grande taille connectées au réseau haute tension. Elle présente donc des avantages et des inconvénients.

Production d'énergie fossile à partir de lignite dans le Bassin rhénan ; au premier plan la mine de lignite à ciel ouvert de Garzweiler et à l'arrière-plan des centrales au lignite et des lignes à haute tension.

### Avantages
- Plus grande sécurité d'approvisionnement grâce à la décentralisation : l'utilisation d'une multitude de petites centrales permet d'adapter plus facilement la production aux besoins et de décharger les lignes à haute tension[175] (voir aussi la section Autres aspects) ; ceci est cependant très contestable, étant donné la répartition inégale des productions renouvelables et leurs fluctuations : en Allemagne, la production éolienne est surtout concentrée au nord du pays alors que la consommation est plus concentrée au sud, ce qui nécessite la construction de nouvelles lignes à haute tension ; au Danemark, la compensation des fluctuations de l'éolien a nécessité la pose de plusieurs lignes sous-marines d'interconnexion avec la Suède et la Norvège, afin de bénéficier de la complémentarité entre les barrages hydroélectriques de ces deux pays et les éoliennes danoises ; en été, les excédents de production solaire de l'Allemagne du Sud s'exportent massivement vers la France et la Suisse.
- Pas de destruction ou de pollution de l'environnement liée à l'extraction de sources d'énergies fossiles[176],[177],[178].
- Pas de déchets radioactifs ou d'autre danger inhérent à la production d'énergie nucléaire[179].
- Réduction des émissions de gaz à effet de serre et des substances toxiques provenant des énergies fossiles[180].
- Conservation des ressources limitées telles que le pétrole, le gaz naturel et le charbon, dont les réserves (estimées en 2009) s'épuiseront respectivement en 41 ans, 62 ans et 124 ans[181].
- Plus grande indépendance économique et politique vis-à-vis des pays exportateurs de combustibles fossiles ou d'uranium[182].
- Réduction des risques économiques liés aux pénuries d'énergie, voire à une crise énergétique (comme les premier et deuxième chocs pétroliers) grâce à des sources d'énergie primaire pratiquement illimitées.
- Pas de conflits liés aux ressources (la guerre en Irak a par exemple été en partie motivée par les ressources pétrolières du pays[183]).
- Avantage économique grâce à un approvisionnement en énergie moins coûteux à long terme[184].
- Accroissement de la richesse nationale grâce à une réduction des importations d'énergie[185],[186].
- Les énergies éolienne et hydraulique coûtent déjà moins cher que les énergies conventionnelles si l'on prend en compte les effets externes, tels que les conséquences du réchauffement climatique ou la pollution de l'environnement[187],[188].
- Les panneaux photovoltaïques, les capteurs solaires thermiques et certaines éoliennes peuvent être directement installés chez le consommateur final. En l'absence de coûts de transport et de taxes, ces installations ne sont donc pas soumises à la concurrence sur la base du prix de gros, mais sur celle du prix final.

### Inconvénients

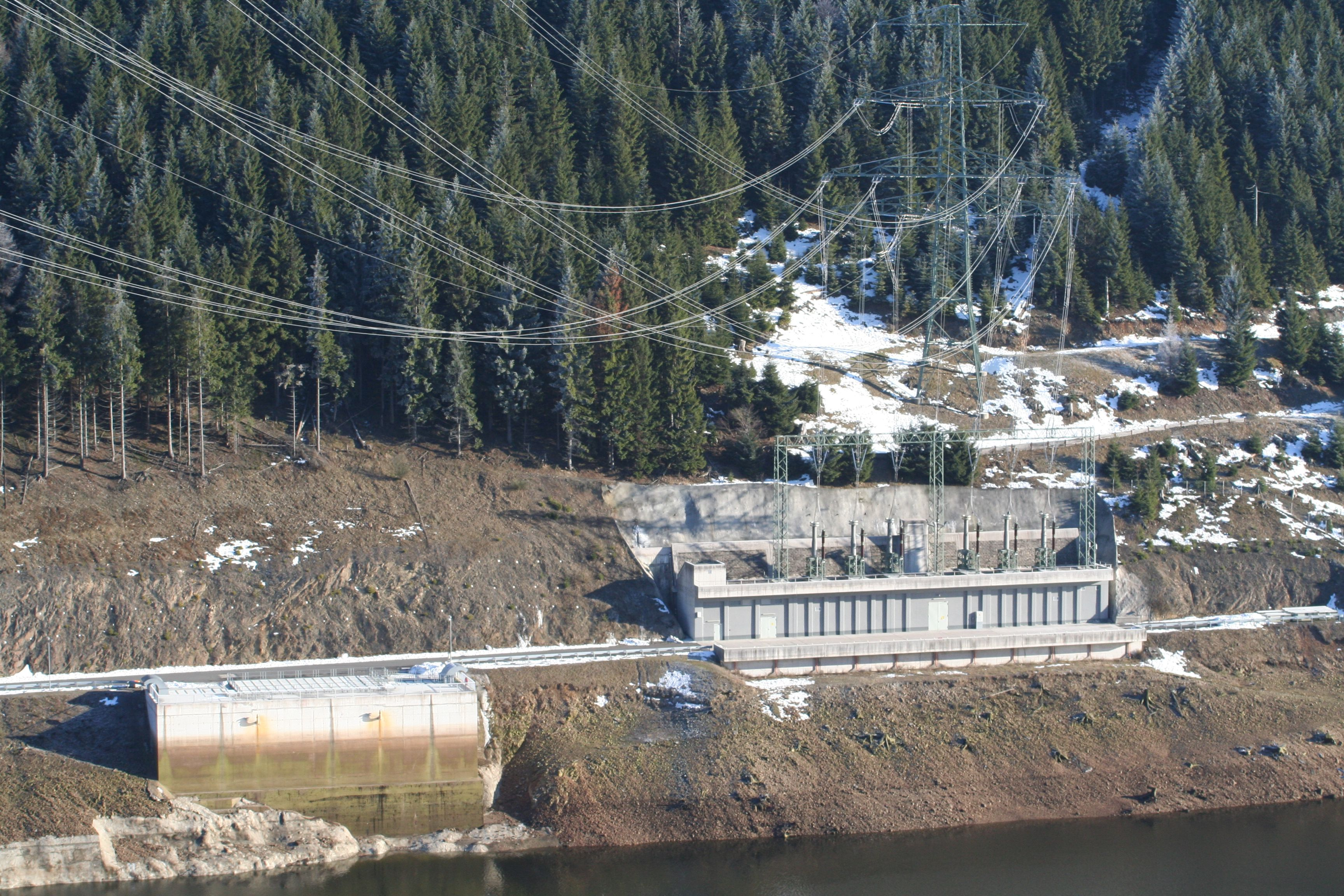
La centrale de pompage-turbinage de Goldisthal, une forme de stockage de l'électricité.

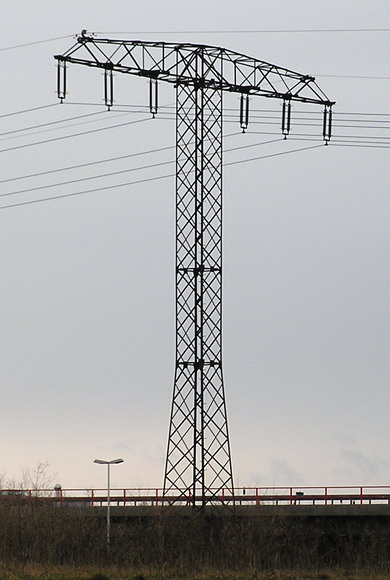
Pylône électrique supportant des lignes aériennes de 110 kV.

- Les énergies éolienne, solaire et (dans une moindre mesure) hydraulique sont dépendantes de la météo ; la production d'énergie est donc plus difficile à planifier qu'avec des centrales conventionnelles. Pour couvrir les besoins réels, il faut donc faire appel à des techniques de stockage, diversifier les types de centrale et assurer une large répartition géographique des installations. Il peut également être nécessaire de construire des centrales pour l’énergie en base[189]. Dans le sud de l'Allemagne par exemple, l'arrêt des centrales nucléaires a entraîné la nécessité d'agrandir les centrales au gaz existantes et de construire de nouvelles installations. Le soutien massif dont bénéficient actuellement les énergies renouvelables en Allemagne permet néanmoins d'éviter la construction de nouvelles centrales dans l'immédiat. Les acteurs de l'industrie électrique ont d'ailleurs demandé que des aides fédérales soient versées dans ce but[190].
- les besoins de stockage liés à l'intermittence des énergies éolienne et solaire sont incompatibles avec les ressources mondiales : le stockage de deux jours de consommation électrique par la technologie la plus moderne des batteries lithium-ion nécessiterait la mise en ligne de 12 millions de tonnes de batteries utilisant 300 000 tonnes de lithium, soit plus de sept années d’une production mondiale de 40 000 tonnes[191].
- Le redéploiement des sites de production d'électricité a un impact géographique et nécessite d'importants aménagements d'infrastructure pour acheminer la nouvelle production vers les zones de consommation. Ainsi, en Allemagne, la construction de quatre grandes « autoroutes de l'électricité », d'une longueur totale de 3 800 km, depuis les éoliennes au Nord vers le Sud plus industriel coûterait 32 milliards[192].
- Certaines techniques de stockage, comme le pompage-turbinage, requièrent beaucoup d'espace. C'est la raison pour laquelle l'Allemagne notamment s'intéresse à la technique power to gas.
- Les cultures destinées à la production de biocarburant peuvent entrer en concurrence avec les cultures destinées à l'alimentation. En Allemagne, entre 2007 et début 2012, le prix des terrains agricoles a augmenté en moyenne de 25 %, parfois même de plus de 85 % à l'est du pays, et d'environ 13 % à l'ouest. D'après la fédération paysanne allemande, il existe une concurrence féroce entre la production de nourriture et la production d'énergie dans les campagnes[193].
- L'obligation d'achat de l'électricité produite à partir des énergies renouvelables[194] reporte les coûts de production sur l'ensemble des consommateurs. En l'absence de concurrence suffisante sur le marché, le développement de nouvelles infrastructures peut ainsi conduire à une augmentation considérable des charges pesant sur les consommateurs[195].
- En Allemagne, le financement de la transition énergétique n'est pas réparti de manière équitable. Selon une étude de l'Institut de l'économie allemande, les ménages pauvres paient le subventionnement de l'électricité solaire et éolienne dix fois plus cher que les ménages aisés[196],[197]. De plus, contrairement aux petites entreprises et à la majorité des moyennes, les industries gourmandes en énergie sont largement exemptées de participation. D'après l'Agence fédérale des réseaux, les grandes entreprises, qui représentent 18 % de la consommation d'électricité en Allemagne, ne sont tenues de participer qu'à hauteur de 0,3 % au financement de la transition énergétique[198],[199]. En raison de ces subventions apportées aux grandes entreprises au détriment des petites et des consommateurs particuliers, la Commission européenne a introduit en juin 2012 une procédure d'attribution des aides[200].
- Une transition énergétique limitée aux seuls pays développés et dépourvue d'accord international sur les questions climatiques masque le problème de la répartition actuelle de la consommation d'énergie fossile à l'échelle mondiale. Même si quelques pays pionniers parviennent à réduire leurs émissions de CO2 en optimisant leur production d'énergie, l'impact de l'homme sur la concentration de CO2 à l'échelle mondiale ne sera pas réduit si ces émissions sont déplacées vers d'autres pays, en délocalisant par exemple les unités de production vers des pays émergents ou en développement où le prix de l'énergie est plus attractif. Les mécanismes d'échange de droits d'émission, conçus pour résoudre ce problème, ne sont pas encore suffisamment développés sur le plan international[201].
- Forte dépendance des technologies éolienne et photovoltaique aux terres rares[202].
- Un rapport de la Banque mondiale publié en juillet 2017 met en évidence que « la composition des technologies supposées alimenter le passage à une énergie propre - éolien, solaire, hydrogène et systèmes électriques - nécessite en fait significativement plus de ressources que les systèmes d'alimentation en énergie traditionnels » : si le monde prend les mesures requises pour contenir l'élévation de la température nettement en dessous de 2 °C par rapport aux niveaux préindustriels, la demande de métaux pourrait doubler ; l'exemple le plus frappant est celui du développement des accumulateurs électriques utilisés pour stocker l'électricité produite par les énergies éolienne et solaire, qui pourrait entraîner un bond de 1 000 % de la demande de lithium[203].

### Autres aspects

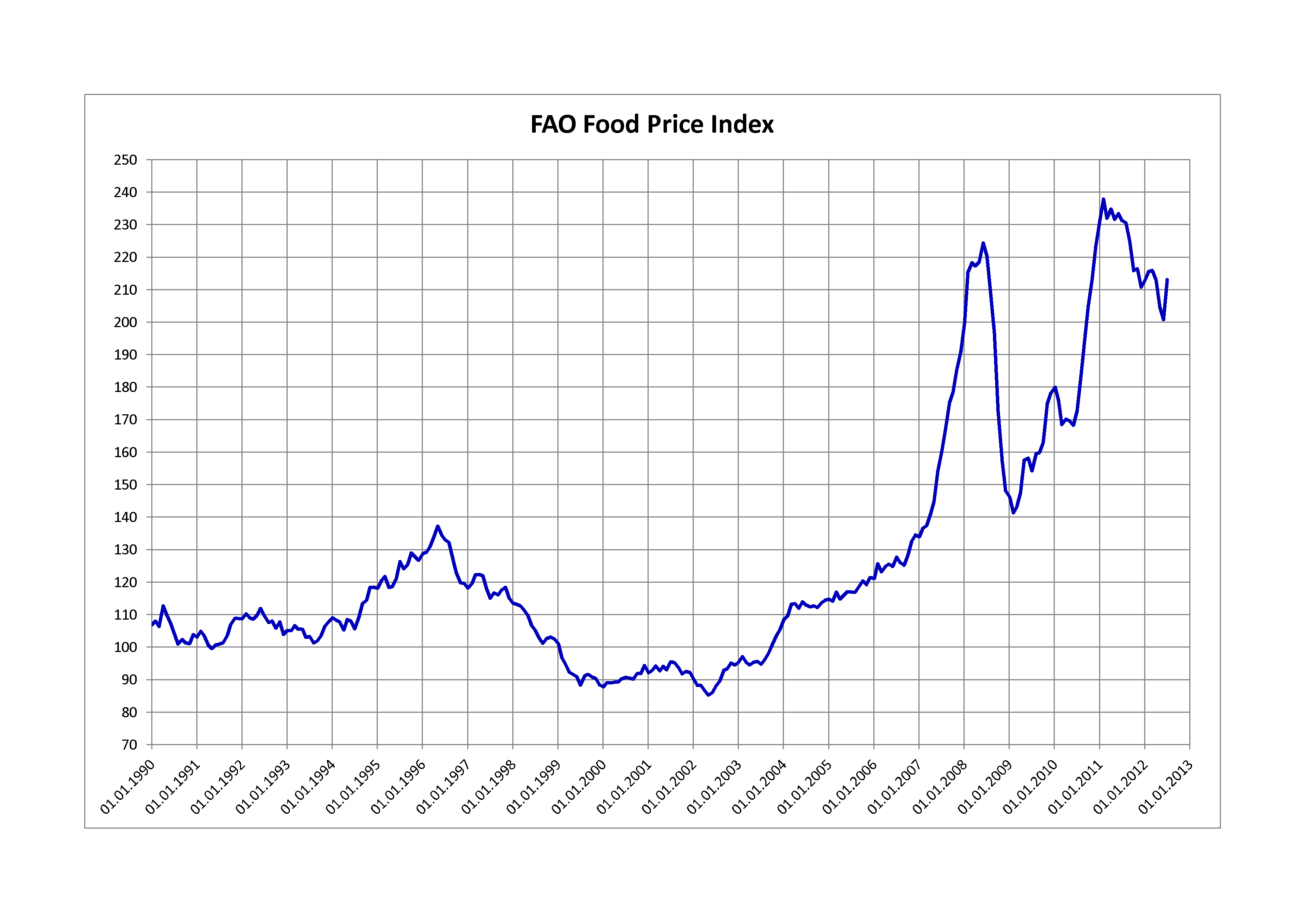
Indice FAO des prix alimentaires, de janvier 1990 à juillet 2012.

L'utilisation croissante des biocarburants est considérée comme l'une des causes de la hausse des prix alimentaires, commencée en 2003. Elle a également provoqué une flambée des prix à la fin de l'année 2007, lors de la « crise de la tortilla » : les agriculteurs américains avaient, sous l'impulsion du gouvernement, affecté près d'un quart du maïs cultivé à la production de bioéthanol, entrainant ainsi une hausse des prix mondiaux du maïs et rendant la tortilla mexicaine inabordable. Les besoins alimentaires croissants liés à l'augmentation de la population mondiale accentuent d'autant plus cette concurrence pour l'espace cultivable, et les impacts sur l'environnement ne sont pas à négliger.
De nombreux pays développés et émergents se mettent à développer les énergies renouvelables de manière massive. Les défenseurs de la transition énergétique considèrent ce développement comme inévitable compte tenu du caractère limité des combustibles fossiles et de leur prix toujours croissant, du réchauffement climatique ainsi que des dangers posés par l'utilisation de l'énergie nucléaire et le stockage final des déchets radioactifs.
L'énergie photovoltaïque est en 2012 toujours plus chère que les énergies fossiles (et l'énergie éolienne), même si les prix ont jusqu'ici diminué de manière constante. Cette diminution est due aux économies d'échelle résultant de l'augmentation de la production, à une forte concurrence et aux progrès technologiques réalisés (courbe d'apprentissage). Le secteur vise une réduction supplémentaire de 40 % avant 2020.
Les coûts de l'électricité éolienne ont eux aussi chuté au cours des dernières années et devraient continuer à baisser. De plus en plus d'éoliennes sont déjà amorties et produisent donc de l'électricité à coût réduit.
La décentralisation de la production d'énergie augmente la stabilité du réseau. Des pannes survenant sur de petites unités de production individuelles peuvent être plus facilement compensées qu'un dysfonctionnement majeur frappant une grande centrale. Cependant, compte tenu du caractère intermittent des énergies renouvelables, des technologies telles que le réseau électrique intelligent ou le contrôle en temps réel de la température des lignes électriques (qui permettra d'augmenter le courant permanent admissible) pourront s'avérer nécessaires.
Les centrales électriques virtuelles contribuent également à la sécurité de l'approvisionnement en reliant de manière intelligente les producteurs d'énergie renouvelable et, le cas échéant, leurs consommateurs.
Les énergies renouvelables, et notamment l'énergie photovoltaïque, peuvent servir de recours en été lorsque l'eau des fleuves ne suffit plus à refroidir les centrales conventionnelles qui doivent alors être arrosées, ralenties ou arrêtées. Ces situations sont de plus en plus fréquentes en raison du réchauffement climatique, qui entraine la baisse du niveau de nombreux cours d'eau et une augmentation de leur température,.

## Débat sur le potentiel des énergies renouvelables et les besoins mondiaux en énergie
En 2007, Jeroen van der Veer (en), alors président de la compagnie pétrolière Shell, considère qu'il est possible de couvrir 30 % des besoins à l'aide des énergies renouvelables avant 2050. Il fait néanmoins remarquer qu'en chiffres absolus, la consommation de pétrole, de gaz et de charbon sera toujours plus élevée qu'aujourd'hui. D'après lui, les gens ont une idée erronée de l'ampleur des changements que nécessiterait une transition énergétique.
On peut toutefois lui opposer plusieurs arguments. Tout d'abord, les réserves de pétrole et de gaz naturel sont limitées. Ensuite, la production d'essence synthétique à partir du charbon, comme alternative pose deux problèmes : d'une part, des émissions excessives de gaz à effet de serre et d'autre part, la hausse des prix du charbon qui en résulterait. Enfin, le pic de production de ces trois ressources est attendu dans les décennies à venir.
Afin de limiter le réchauffement de la planète à 2 °C et limiter les conséquences imprévisibles sur le climat, l'approvisionnement en énergie ne doit plus entrainer aucune émission de CO2 avant 2040-2050. Pour l'Allemagne, cet objectif serait parfaitement atteignable, à condition d'accélérer le développement des énergies renouvelables. Le potentiel et la vitesse de développement de ces énergies ont été largement sous-estimés, comme le montre une analyse réalisée par l'Agence des énergies renouvelables (AEE) en 2009. Il est cependant impossible d'établir des prévisions exactes, en raison de facteurs difficiles à évaluer tels que la compétitivité croissante des énergies renouvelables liée aux progrès technologiques, la hausse du prix des énergies fossiles, l'étendue encore incertaine des réserves de combustibles fossiles et l'intensité des efforts nécessaires pour préserver le climat.
Les réserves prouvées de combustibles fossiles ont progressé de telle sorte qu'il est vain d'espérer que leur épuisement suffirait à éviter un réchauffement climatique excessif ; selon la revue « Nature », un tiers des réserves de pétrole, la moitié de celles de gaz, et 80 % de celles de charbon devraient rester sous terre pour que soit respecté l’objectif de hausse des températures de 2 °C avant 2050.